# Pietre d'inciampo nella provincia di Monza e della Brianza

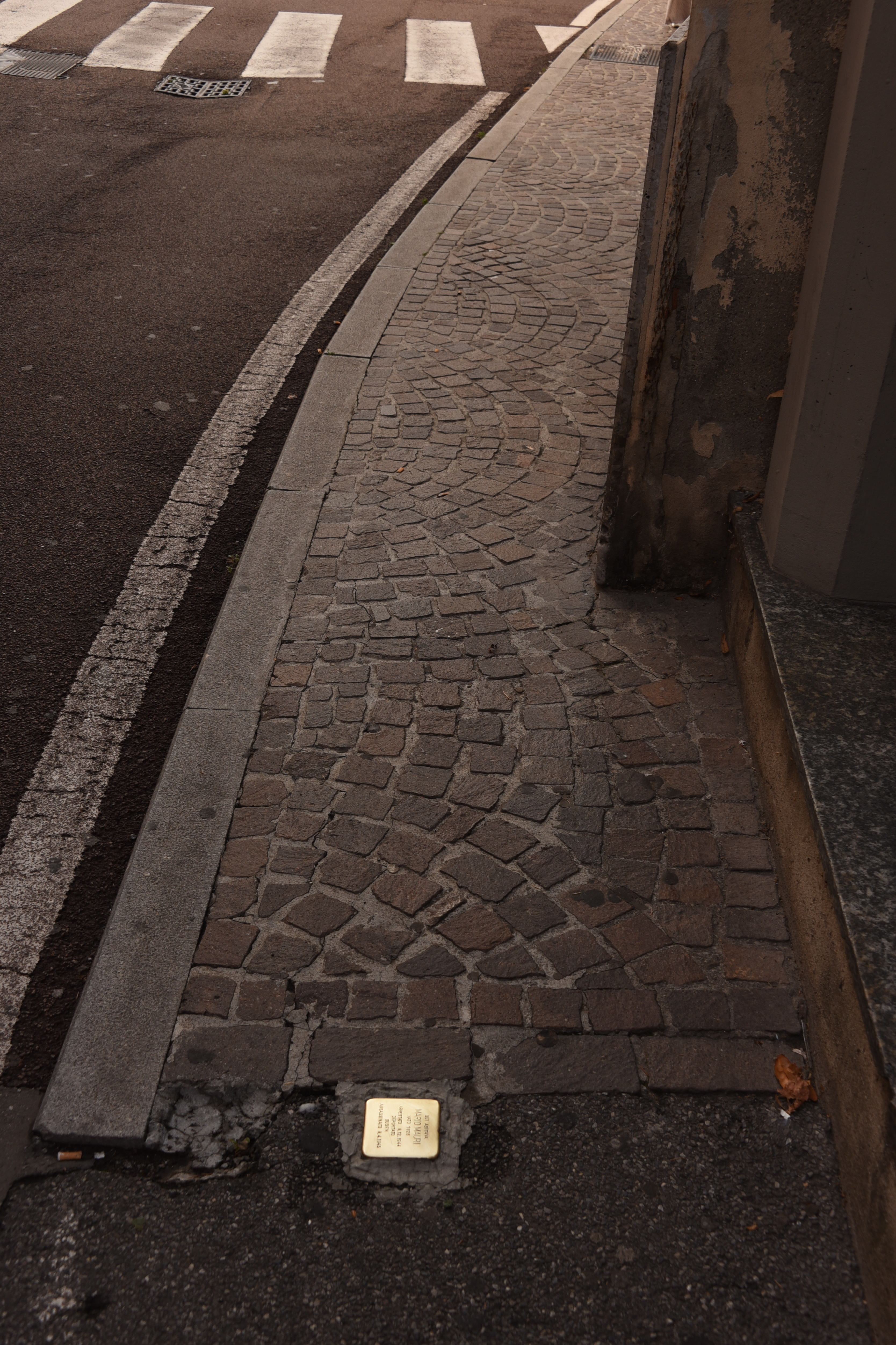
Pietra d'inciampo a Muggiò

La lista delle Pietre d'Inciampo nella provincia di Monza e della Brianza ricorda il destino delle vittime dello sterminio nazista, qualunque sia stato il motivo della persecuzione: religione, razza, idee politiche, orientamenti sessuali.

## Posizione delle pietre d’inciampo

### Agrate Brianza
Agrate Brianza ospita tre pietre d'inciampo.
| Pietra d'inciampo | Pietra d'inciampo                               | Pietra d'inciampo | Pietra d'inciampo                                                                                                | Note biografiche |
| Data di posa      | Luogo di posa                                   | Stolpersteine     | Incisione | Note biografiche |
| ----------------- | ----------------------------------------------- | ----------------- | --- | --- |
| 26 gennaio 2024   | Piazza Trivulzio Omate 45°34′45.6″N 9°22′41.5″E |                   | QUI ABITAVA DOMENICO RIGAMONTI NATO 1901 ARRESTATO 18.2.1944 DEPORTATO MAUTHAUSEN ASSASSINATO 22.8.1944 HARTHEIM | Domenico Rigamonti (Agrate Brianza, 30 luglio 1901 - Castello di Hartheim, 22 agosto 1944), di fede comunista, patriota, coniugato con Vittoria Faifer. Schedato nel Casellario politico centrale come comunista ed antifascista, già nel 1942 è attivo nella raccolta armi per l'attività clandestina, convinto della necessità di una Resistenza armata. Vicino ai nascenti GAP milanesi, organizza cellule di antifascisti nel milanese, monzese, Valtellina. Arrestato e rinchiuso a San Vittore il 18 febbraio 1944, dal Binario 21 della Stazione Centrale di Milano è deportato nel Reich destinato a Mauthausen, matricola 53450. Trasferito al Castello di Hartheim, assassinato il 22 agosto 1944. |
| 27 gennaio 2025   | Via Mazzini, 16 45°34′37.61″N 9°21′03.97″E      |                   | QUI ABITAVA VITALE BALCONI NATO 1915 ARRESTATO 8.9.1943 DEPORTATO WALDBREITBACH ASSASSINATO 1.1.1945 FREINSHEIM  | Vitale Balconi (Agrate Brianza, 29 giugno 1915 - Freinsheim, 1 gennaio 1945), alla proclamazione dell'armistizio dell'8 settembre 1943 il reparto cui appartiene Vitale è sul territorio greco e lì è arrestato e deportato nel Terzo Reich come lavoratore coatto, con lo stato di IMI come altri 600mila militari italiani. Muore in un incidente sul lavoro nel campo di Freinsheim il 1° gennaio 1945. Riposa nel Cimitero militare italiano di Francoforte sul Meno. |
| 27 gennaio 2025   | Via IV Novembre, 6 45°34′29.1″N 9°21′06.79″E    |                   | QUI ABITAVA CARLO RIVOLTA NATO 1911 ARRESTATO 8.9.1943 DEPORTATO BUCHENWALD ASSASSINATO 12.4.1944                | Carlo Rivolta (Agrate Brianza, 20 aprile 1911 - Buchenwald, 12 febbraio 1944), soldato di Fanteria, ignoto il luogo dell'arresto avvenuto alla procllamazione dell'armistizio dell'8 settembre 1943. Ddeportato nel Terzo Reich come lavoratore coatto, con lo stato di IMI, destinato a Buchenwald dove muore il 12 febbraio 1944. |

### Albiate
Ad Albiate si trovano due pietre d'inciampo, posate tra il 2022 e 2024.
| Pietra d'inciampo | Pietra d'inciampo                                    | Pietra d'inciampo | Pietra d'inciampo                                                                                               | Note biografiche |
| Data di posa      | Luogo di posa                                        | Stolpersteine     | Incisione | Note biografiche |
| ----------------- | ---------------------------------------------------- | ----------------- | --- | --- |
| 30 gennaio 2022   | Via delle Rimembranze, 18 45°39′27.07″N 9°15′29.44″E |                   | QUI VIVEVA ANACLETO GIUSEPPE COLOMBO NATO 1900 DEPORTATO MAUTHAUSEN ASSASSINATO 10.10.1944 GUSEN                | Anacleto Giuseppe Colombo (Albiate, 8 febbraio 1900 - Gusen, 13 ottobre 1944), operaio alla Falck Vittoria di Sesto San Giovanni, A causa della sua partecipazione agli scioperi del marzo 1944 è arrestato nella notte del 28 marzo nella sua abitazione. Incarcerato prima a Monza poi San Vittore a Milano e dopo il transito dalla Caserma Umberto I° di Bergamo, il 5 aprile dal Binario 1 cittadino è deportato nel Reich destinato a Mauthausen, matricola 61615. Trasferito a Gusen, muore al campo il 13 ottobre 1944.                                                  |
| 27 gennaio 2024   | Via Marconi, 57 45°39′16.09″N 9°15′33.29″E           |                   | QUI ABITAVA AMEDEO FRATTINI NATO 1901 ARRESTATO 28.3.1944 DEPORTATO 1944 MAUTHAUSEN-GUSEN ASSASSINATO 24.4.1945 | Amedeo Frattini (Varese, 20 marzo 1901 - Gusen, 24 aprile 1945), antifascista, sposato, padre di cinque figli, operaio presso la Falk Unione di Sesto San Giovanni in qualità di aggiustatore meccanico. per la sua attività antifascista e partecipazione agli scioperi scioperi del marzo 1944 è arrestato nella retata del 28 marzo 1944 in casa di notte. Dalla caserma di Carate Brianza passa alla Umberto I° di Bergamo, dal cui Binario 1 cittadino è deportato nel Reich destinato a Mauthausen. Trasferito a Gusen, matricola 61640, muore al campo il 24 aprile 1945. |

### Aicurzio
| Pietra d'inciampo | Pietra d'inciampo                                 | Pietra d'inciampo | Pietra d'inciampo                                                                                               | Note biografiche |
| Data di posa      | Luogo di posa                                     | Stolpersteine     | Incisione | Note biografiche |
| ----------------- | ------------------------------------------------- | ----------------- | --- | --- |
| 9 febbraio 2022   | Piazza della Chiesa, 4 45°38′24.82″N 9°24′51.81″E |                   | QUI ABITAVA TRANQUILLO CASIRAGHI NATO 1901 ARRESTATO 15.3.1944 DEPORTATO MAUTHAUSEN ASSASSINATO 24.4.1945 GUSEN | Tranquillo Casiraghi (Aicurzio, 24 agosto 1901 - Gusen, 24 aprile 1945), coniugato con Giuseppina Parma, operaio alla Breda di Sesto San Giovanni. A seguito degli scioperi del marzo 1944 e conseguente rappresaglia nazifascista, è arrestato in fabbrica il 15 marzo, deportato nel Reich, destinato al campo di Mauthausen dove arriva il 5 aprile 1945, immatricolato nr. 61598. Trasferito a Gusen, muore il 24 aprile 1945. |

### Arcore
| Pietra d'inciampo | Pietra d'inciampo                                                            | Pietra d'inciampo | Pietra d'inciampo | Note biografiche |
| Data di posa      | Luogo di posa                                                                | Stolpersteine     | Incisione | Note biografiche |
| ----------------- | ---------------------------------------------------------------------------- | ----------------- | --- | --- |
| 25 aprile 2022    | Largo Vincenzo Vela, 1 ingresso parco e Municipio 45°37′36.72″N 9°19′17.15″E |                   | QUI ABITAVA MARIO CARLO AMPUSI NATO 1901 ARRESTATO 23.11.1944 DEPORTATO ASSASSINATO 18.3.1945 KAHLA                          | Mario Carlo Ampusi (Arcore, 12 ottobre 1901 - Kahla, 24 aprile 1945), operaio specializzato alla Pirelli Bicocca nella lavorazione delle resine sintetiche. Partecipa, con centinaia di colleghi, agli scioperi del marzo 1944, con tale motivazione è arrestato in fabbrica il 23 novembre dai nazisti. Inviato con uno dei tanti Treni della morte al Lager di Kahla, costretto ai lavori forzati per lo scavo delle gallerie adibite ad ospitare insediamenti industriali bellici. Muore il 18 marzo 1945 e viene sepolto nel cimitero per stranieri di quel villaggio. |
| 25 aprile 2022    | Largo Vincenzo Vela, 1 ingresso parco e Municipio 45°37′36.72″N 9°19′17.15″E |                   | QUI ABITAVA FRANCESCO CAGLIO NATO 1909 ARRESTATO 6.3.1944 INTERNATO FOSSOLI ASSASSINATO 12.7.1944 POLIGONO DI TIRO DI CIBENO | Francesco Caglio (Arcore, 2 agosto 1909 - Carpi, 12 luglio 1944), sposato con Erminia Rivolta dalla quale ebbe due figlie. Operaio magazziniere presso la Gilera, poi presso la ditta Bestetti, attivista dll'Azione Cattolica e antifascista; non prese mai la tessera del PNF. Fu tra gli organizzatori delle prime formazioni di resistenti di Arcore entrando poi nelle file della 25ª Brigata del Popolo di Monza. Arrestato il 6 marzo 1944 con l'accusa di aver nascosto armi in campagna è tradotto nel carcere di Monza. Resistendo alle torture assume su di sè tutte le responsabilità scagionando diversi altri arrestati. Incarcerato poi a San Vittore quindi tradotto al campo di Fossoli. Sarà tra i 67 martiri fucilati il 12 luglio 1944 al poligono di tiro di Cibeno. |
| 27 gennaio 2024   | Largo Vincenzo Vela, 1 ingresso parco e Municipio 45°37′36.72″N 9°19′17.15″E |                   | QUI ABITAVA CIRILLO CASTELLO NATO 1911 ARRESTATO 12.9.1943 DEPORTATO 1944 RODI MORTO 11.2.1944 NAUFRAGIO PIROSCAFO 'ORIA'    | Cirillo Castello (Illasi, 24 agosto 1911 - Patoklos, 2 febbraio 1944), artigliere catturato sul fronte greco dopo l'armistizio dell'8 settembre 1943, l'11 febbraio 1944, insieme ad altri 4046 soldati italiani, è imbarcato sul piroscafo Oria per essere deportato nel Reich, ma rimane vittima del naufragio del piroscafo il 12 febbraio 1944. |

### Barlassina
| Pietra d'inciampo | Pietra d'inciampo                           | Pietra d'inciampo | Pietra d'inciampo                                                                                         | Note biografiche |
| Data di posa      | Luogo di posa                               | Stolpersteine     | Incisione                                                                                                 | Note biografiche |
| ----------------- | ------------------------------------------- | ----------------- | --- | --- |
| 5 febbraio 2022   | Corso Milano, 22 45°39′21.51″N 9°07′45.44″E |                   | QUI ABITAVA ACHILLE TAGLIABUE NATO 1913 ARRESTATO 14.9.1943 DEPORTATO MITTELBAU-DORA ASSASSINATO 4.2.1944 | Achille Tagliabue (Barlassina, 14 luglio 1913 - Mittelbau-Dora, 4 febbraio 1944), intagliatore a Barlassina, decorato con Croce di Guerra per la campagna d'Etiopia, impegnato anche in Albania nel 1939. Caporal Maggiore, del Genio, a seguito dell'armistizio dell'8 settembre 1943 viene fatto prigioniero ed arrestato a Fiume il 14 settembre 1943. Deportato nel Reich al campo di Mittelbau-Dora, muore il 4 febbraio 1944. |
| 27 gennaio 2024   | Corso Milano, 60 45°39′25.27″N 9°07′42.93″E |                   | QUI ABITAVA CARLO VISCONTI NATO 1920 ARRESTATO 8.9.1943 RODI DEPORTATO 1944 HILDESHEIM MORTO 30.3.1945    | Carlo Visconti (Barlassina, 21 settembre 1920 - Hildesheim, 30 marzo 1945), figlio di Antonio e Antonietta Cappellini. Soldato di fanteria catturato alla proclamazione dell'armistizio dell'8 settembre 1943 è deportato nel Reich, internato come lavoratore coatto nel campo di Hildesheim il giugno 1944. Muore nel campo il 30 marzo 1945.                                                                                     |

### Bellusco
A Bellusco si trova una pietra d'inciampo, posata il 27 gennaio 2022.
| Pietra d'inciampo | Pietra d'inciampo                    | Pietra d'inciampo | Pietra d'inciampo                                                                                               | Note biografiche |
| Data di posa      | Luogo di posa                        | Stolpersteine     | Incisione | Note biografiche |
| ----------------- | ------------------------------------ | ----------------- | --- | --- |
| 27 gennaio 2022   | Via Dante, 2 45°37′00.75″N 9°25′05″E |                   | QUI ABITAVA ALESSANDRO FUMAGALLI NATO 1901 ARRESTATO 28.3.1944 DEPORTATO MAUTHAUSEN ASSASSINATO 30.4.1945 GUSEN | Alessandro Fumagalli (Capiate, 23 agosto 1901 - Gusen, 30 aprile 1945), operaio meccanico specializzato alla Falk di Sesto San Giovanni, risiede con la moglie e la figlia a Bellusco. Nella notte tra il 27 e il 28 marzo 1944, i Carabinieri di Bernareggio lo prelevano dalla sua abitazione, senza una chiara motivazione, presumibilmente in conseguenza della rappresaglia nazifascista in risposta agli scioperi del marzo 1944. Inviato alle carceri di San Vittore a Milano, trasferito alla Caserma Umberto I° di Bergamo, il 4 aprile partì per destinazione sconosciuta. Alessandro Fumagalli morì di denutrizione, deperimento e malattia il 30 aprile 1945, a pochi giorni dalla liberazione del campo da parte dell’esercito americano. Immediatamente dopo la Liberazione, nell'autunno 1945, su iniziativa dei reduci delle deportazioni, gli fu intitolata una Piazza a perenne ricordo. |

### Bernareggio
A Bernareggio si trovano tre pietre d'inciampo, posate tra il 2020 ed il 2023.
| Pietra d'inciampo | Pietra d'inciampo                                                   | Pietra d'inciampo | Pietra d'inciampo                                                                                           | Note biografiche |
| Data di posa      | Luogo di posa                                                       | Stolpersteine     | Incisione                                                                                                   | Note biografiche |
| ----------------- | ------------------------------------------------------------------- | ----------------- | --- | --- |
| 26 gennaio 2020   | Via Sandro Pertini, 46 ingresso municipio 45°38′57.77″N 9°24′42.8″E |                   | QUI ABITAVA ATTILIO GALBIATI NATO 1913 ARRESTATO 4.3.1943 DEPORTATO MAUTHAUSEN ASSASSINATO 25.10.1944 GUSEN | Attilio Galbiati (Bernareggio, 6 giugno 1913 - Gusen, 25 ottobre 1944), celibe, professione manovale. Arrestato Il 4 marzo 1944, il 9 marzo è condotto a San Vittore, a Milano, senza una specifica di reato. Il 6 aprile 1944 è deportato a Mauthausen dove arriva il 8 aprile 1944, matricola 61648, trasferito a Gusen muore il 25 ottobre 1944.. |
| 30 gennaio 2022   | Via Sandro Pertini, 46 ingresso municipio 45°38′57.77″N 9°24′42.8″E |                   | QUI ABITAVA AGOSTINO CORNO NATO 1896 ARRESTATO 10.3.1944 DEPORTATO MAUTHAUSEN ASSASSINATO 23.12.1944 GUSEN  | Agostino Corno (Bernareggio, 23 agosto 1896 - Gusen, 23 dicembre 1944), occupato presso l'Innocenti, nel periodo bellico convertita per la produzione di proiettili per la marina e l'artiglieria, bombe per gli aerei. Dopo il grande sciopero generale dei primi marzo del '44 , il 10 marzo le SS fanno irruzione nello stabilimento ed arrestano 14 operai, due brianzoli. Agostino, il 20 marzo è deportato nel Reich destinato al campo di Mauthausen, trasferito a Gusen muore il 23 dicembre 1944.                                                       |
| 29 gennaio 2023   | Via Sandro Pertini, 46 ingresso municipio 45°38′57.77″N 9°24′42.8″E |                   | QUI ABITAVA GENNARO MOTTA NATO 1909 ARRESTATO 27.3.1944 DEPORTATO MAUTHAUSEN ASSASSINATO 3.5.1944           | Gennaro Motta (Bernareggio, 22 gennaio 1909 - Mauthausen, 3 maggio 1944), muratore alla Falk Vittoria di Sesto San Giovanni, coniugato con Pierina Besana. È arrestato il 27 marzo 1944 a casa, assieme ad altri 6 operai «per motivi di pubblica sicurezza», considerati quali elementi «perturbatori» all’interno delle fabbriche dalla GNR della repubblica di Salò. Deportato a Mauthausen, matricola 63777, con il convoglio partito l'8 aprile da Novi Ligure, fermatosi il 13 a Bergamo e approdato il 16 nel campo di sterminio. Muore il 3 maggio 1944. |

### Besana in Brianza
| Pietra d'inciampo | Pietra d'inciampo                                        | Pietra d'inciampo | Pietra d'inciampo                                                                                       | Note biografiche |
| Data di posa      | Luogo di posa                                            | Stolpersteine     | Incisione                                                                                               | Note biografiche |
| ----------------- | -------------------------------------------------------- | ----------------- | --- | --- |
| 27 gennaio 2024   | Via Roma, 1 davanti Municipio 45°42′02.99″N 9°17′18.47″E |                   | QUI ABITAVA ALFONSO RIVA NATO 1924 ARRESTATO 8.9.1943 CROAZIA DEPORTATO SANDBOSTEL ASSASSINATO 3.2.1944 | Alfonso Riva (Besana in Brianza, 12 dicembre 1924 - Kaltenkirchen, 3 febbraio 1944), figlio Luca e Orsola Redaelli, tipografo. Fante dislocato in Croazia, alla proclamazione dell'armistizio dell'8 settembre 1943 è catturato dai tedeschi della Wehrmacht e deportato nel Reich con destinazione lo Stammlager X B nei pressi di Sandbostel. Muore a Kaltenkirchen, uno dei tanti sottocampi di Neuengamme, il 3 febbraio 1944. Riposa nel Cimitero militare italiano di Amburgo.                                                 |
| 27 gennaio 2025   | Via Roma, 1 45°41′38.37″N 9°17′14.55″E                   |                   | QUI ABITAVA LUIGI LURAGHI NATO 1920 ARRESTATO INTERNATO FOSSOLI ASSASSINATO 12.7.1944 CIBENO DI CARPI   | Luigi Luraghi (Besana in Brianza, 27 settembre 1920 - Poligono di tiro di Cibeno, Carpi, 12 luglio 1944), figlio di Giacomo e Maria Villa. Dal febbraio 1941 al 1943 partecipa alle operazioni militari su vari fronti di guerra come Aviere della "386^ Saquadriglia Caccia Terrestre" della Regia Aeronautica. A seguito del suo rifiuto di aderire alla RSI, all'indomani dell'armistizio dell'8 settembre 1943, è arrestato e internato nel campo di Fossoli. È tra i martiri fucilati il 12 luglio 1944 nell'eccidio di Cibeno. |

### Biassono
| Pietra d'inciampo | Pietra d'inciampo                             | Pietra d'inciampo | Pietra d'inciampo | Note biografiche |
| Data di posa      | Luogo di posa                                 | Stolpersteine     | Incisione | Note biografiche |
| ----------------- | --------------------------------------------- | ----------------- | --- | --- |
| 27 gennaio 2024   | Via Dante, 19 45°38′02.1″N 9°16′26.1″E        |                   | QUI ABITAVA ANTONIO CASIRAGHI NATO 1909 DEPORTATO MAUTHAUSEN ASSASSINATO 12.1.1945 GUSEN                                      | Antonio Casiraghi (Biassono, 13 novembre 1909 - Gusen, 11 gennaio 1945), partigiano, figlio di Siro e Virginia, operaio presso la Falck Vittoria. Antifascista, organizzatore degli scioperi del marzo 1943, dopo l'armistizio dell'8 settembre 1943 entra nella Resistenza tra le file della "184ª Brigata Garibaldi SAP "Luciano Migliorini". Più volte arrestato è infine deportato nel Reich con destinazione Mauthausen. Trasferito in seguito a Gusen, muore al campo l'11 gennaio 1945. |
| 25 gennaio 2025   | Via San Martino, 26 45°37′50.7″N 9°16′27.88″E |                   | QUI ABITAVA AMBROGIO CASSANMAGNAGO NATO 1901 ARRESTATO 5.5.1944 DEPORTATO FLOSSENBÜRG, MAUTHAUSEN ASSASSINATO 2.12.1944 GUSEN | Ambrogio Cassanmagnago (Macherio, 24 luglio 1901 - Gusen, 2 dicembre 1944), figlio di Angelo e Enrichetta Pellegatta, coniugato con Lina Berardi, quattro figli. È arrestato in casa il 5 maggio 1944 dai tedeschi con l'accusa di sostenere i partigiani. Carcerato a San Vittore, quindi Bolzano prima della deportazione nel Terzo Reich con destinazione Flossenbürg, matricola n° 21616. Trasferito il 25 ottobre a Mauthausen e successivamente a Gusen, dove muore il 2 dicembre 1944.  |

### Bovisio Masciago
A Bovisio Masciago si trovano quattro pietre d'inciampo, posate tra il 2020 e il 2025.
| Pietra d'inciampo | Pietra d'inciampo                                               | Pietra d'inciampo | Pietra d'inciampo | Note biografiche |
| Data di posa      | Luogo di posa                                                   | Stolpersteine     | Incisione | Note biografiche |
| ----------------- | --------------------------------------------------------------- | ----------------- | --- | --- |
| 27 gennaio 2020   | Piazza Biraghi, 3 ingresso Municipio 45°36′42.07″N 9°08′50.58″E |                   | QUI ABITAVA FERRUCCIO SALA NATO 1920 ARRESTATO 2.11.1944 DEPORTATO 1945 MAUTHAUSEN ASSASSINATO 19.3.1945 GUSEN              | Ferruccio Sala (Muggiò, 27 marzo 1927 - Gusen, 19 marzo 1945), residente a Bovisio Masciago è tra i primi ad essere arrestato a seguito della retata fascista seguita all'esplosione del cascinale, di cui era proprietario, adibito dai partigiani a deposito d'armi, nei pressi di Bovisio, causata da un ordigno innescato da un traditore infiltrato nella Brigata Mazzini; recluso a San Vittore, inviato al campo di Bolzano a cui segue la deportazione nel Reich con destino campo di concentramento di Mauthausen dove arriva l'11 gennaio 1945, matricola 115711. Trasferito a Gusen, muore il 19 marzo 1945. |
| 27 gennaio 2022   | Piazza Biraghi, 3 ingresso Municipio 45°36′42.07″N 9°08′50.58″E |                   | QUI ABITAVA ANTONIO MOI NATO 1902 ARRESTATO 6.11.1944 DEPORTATO MAUTHAUSEN ASSASSINATO 24.3.1945                            | Antonio Moi (???, 26 febbraio 1902 - Mauthausen, 24 marzo 1945), d'origine sarda, residente a Bovisio Masciago, coniugato con due figli, dirigente industriale che scelse la Resistenza. Ebbe a dire: "Non son tempi questi per un galantuomo di stare alla finestra a guardare"; di lui scrive Vincenzo Pappalettera nel suo libro “Tu passerai per il camino:”“uomo di poche parole, animava il nostro movimento”. Partigiano membro attivo nel CLN della Brianza occidentale, si oppone alla richiesta delle locali autorità fasciste di manodopera da inviare nel Reich; è arrestato il 5 novembre 1944 nel corso del rastrellamento seguito all'esplosione di un cascinale, adibito dai partigiani a deposito d'armi, nei pressi di Bovisio, causata da un ordigno innescato da un traditore infiltrato nella Brigata Mazzini, ebbe come conseguenza l'arresto, da parte dei nazifascisti, di buona parte dei resistenti locali. All'arresto fa seguito la deportazione al campo di Mauthausen, poco dopo Antonio è trasferito ad Auschwitz. Il 18 gennaio 1945 all'avvicinarsi degli uomini dell'Armata Rossa il campo viene evacuato ed i prigionieri sono trasferiti con una delle tante marce della morte, a piedi fra neve e gelo, al campo di Mauthausen. Per le condizioni disperate in cui vi giunge, Antonio è indirizzato all'infermeria del campo dove muore il 24 marzo 1945. |
| 27 gennaio 2023   | Piazza Biraghi, 3 ingresso Municipio 45°36′42.07″N 9°08′50.58″E |                   | QUI ABITAVA AMEDEO BETTINI NATO 1909 ARRESTATO 1944 INTERNATO FLOSSEMBÜURG ZWICKAU ASSASSINATO 21.4.1945 MARCIA DELLA MORTE | Amedeo Bettini (???, 16 novembre 1909 - Zwickau, 21 aprile 1945), meccanico, residente a Bovisio Masciago, partigiano tra le file delle Brigate Mazzini, nome di battaglia “il Moro”. Con l'accusa di attività sovversiva è arrestato negli ultimi giorni dell’ottobre 1944, incarceto a San Vittore, quindi il 21 dicembre trasferito a Bolzano da dove è deportato a Flossenbürg; il 21 febbraio del 1945 è trasferito nel sottocampo di Zwickau. Assassinato il 21 aprile 1945 durante la marcia di trasferimento verso la Cecoslovacchia. |
| 27 gennaio 2025   | Piazza Biraghi, 3 ingresso Municipio 45°36′42.07″N 9°08′50.58″E |                   | QUI VIVEVA FRANCESCO GHIANDA NATO 1909 ARRESTATO 1.3.1944 DEPORTATO 1944 MAUTHAUSEN ASSASSINATO 31.3.1945 HINTERBRÜHL       | Francesco Ghianda (Bovisio Masciago, 24 agosto 1909 - Hinterbrühl, 31 marzo 1945), figlio unico di Ferdinando e Angela Tacchella, operaio presso la Breda di Sesto San Giovanni dove è arrestato al primo giorno degli scioperi del marzo 1944.Dal carcere di San Vittore è deportato nel Terzo reich con destinazione Mauthausen dove giunge il 13 dello stesso mese, immatricolato con il 57585, dapprima inviato a Wien-Schwechat il 9 aprile e il 31 luglio a Wien-Floridsdorf per finire poi nel campo di Hinterbrühl-Mödling. Soppresso il 31 marzo 1945 con un colpo di pistola sparatogli da una SS a causa delle precarie condizioni fisciche prima dell'evacuazione del campo. |

### Briosco
A Briosco si trovano due pietre d'inciampo, posate tra il 2020 e il 2022.
| Pietra d'inciampo | Pietra d'inciampo                                         | Pietra d'inciampo | Pietra d'inciampo | Note biografiche |
| Data di posa      | Luogo di posa                                             | Stolpersteine     | Incisione | Note biografiche |
| ----------------- | --------------------------------------------------------- | ----------------- | --- | --- |
| 27 gennaio 2020   | Via Roma, 4 ingresso Municipio 45°42′29.33″N 9°14′11.06″E |                   | QUI ABITAVA RICCARDO RONZONI NATO 1911 ARRESTATO 9.9.1943 PESCHIERA DEL GARDA DEPORTATO 1943 DACHAU,FLOSSENBÜRG MAUTHAUSEN ASSASSINATO 12.3.1945 EBENSEE | Riccardo Ronzoni - (Briosco, 19 settembre 1911 - Ebensee, 12 marzo 1945), arrestato a Peschiera del Garda, il 22 settembre 1943 è deportato a Dachau, matricola 53769, "schutz". Dal 7 ottobre al 23 dicembre è al Castello di Neuhirschstein (Flossenbürg). Il 9 marzo 1944 è inviato a Mauthausen, matricola 56721. Muore il 12 marzo 1945. |
| 26 gennaio 2022   | Via Roma, 4 ingresso Municipio 45°42′29.33″N 9°14′11.06″E |                   | QUI ABITAVA EGIDIO ANNONI NATO 1923 ARRESTATO SETT. 1943 DEPORTATO STALAG VIII NORIMBERGA ASSASSINATO 21.1.1945                                          | Egidio Annoni (Briosco, 25 ottobre 1923 - Norimberga, 21 gennaio 1945), catturato il giorno successivo all’armistizio dell'8 settembre 1943, con i suoi commilitoni del 3° Centro Automobilistico di Milano. È deportato nel Reich, con lo stato di IMI come gli oltre 650000 militari italiani che rifiutarono di arruolarsi tra i nazifascisti. Muore il 21 gennaio del 1945 nello Stalag VIII-D di Norimberga, è sepolto nel cimitero militare italiano di Francoforte. |

### Brugherio
A Brugherio si trovano cinque pietre d'inciampo, posate tra il 2020 e il 2025.
| Pietra d'inciampo | Pietra d'inciampo                                           | Pietra d'inciampo | Pietra d'inciampo                                                                                                 | Note biografiche |
| Data di posa      | Luogo di posa                                               | Stolpersteine     | Incisione | Note biografiche |
| ----------------- | ----------------------------------------------------------- | ----------------- | --- | --- |
| 19 gennaio 2020   | Parco della Memoria Via De Gasperi 45°33′06.3″N 9°17′54.2″E |                   | QUI ABITAVA GIULIO AGOSTONI NATO 1905 ARRESTATO 27.3.1944 DEPORTATO 1944 MAUTHAUSEN ASSASSINATO 22.4.1945 GUSEN   | Giulio Agostoni (Brugherio, 15 ottobre 1905 - Gusen, 22 aprile 1945), dipendente della Falck Unione di Sesto San Giovanni. In seguito agli scioperi del marzo 1944, nella notte del 27 marzo è arrestato e trasferito prima al carcere di Monza, poi a S.Vittore e da lì alla Caserma Umberto I° a Bergamo, quindi deportato a Mauthausen ed infine Gusen, dove è assassinato il 22 aprile 1945. |
| 30 gennaio 2022   | Parco della Memoria Via De Gasperi 45°33′06.3″N 9°17′54.2″E |                   | QUI ABITAVA ALBINO PISONI NATO 1913 ARRESTATO 7.8.1944 DEPORTATO MAUTHAUSEN ASSASSINATO 15.2.1945 MELK            | Albino Pisoni (Monza, 8 ottobre 1913 - Mauthausen, 15 febbraio 1945), trasferito sin da subito a San Damiano, dove vive anche dopo il matrimonio dal quale avrà quattro figli. Operaio alla Breda di Sesto San Giovanni è arrestato per motivi politici il 6 agosto 1944. Portato in carcere a Monza, San Vittore e Bolzano da dove è deportato il 14 dicembre nel Reich verso Mauthausen, quindi trasferito al campo di lavoro di Melk dove muore il 15 febbraio 1945. È seppellito nel cimitero militare italiano di Francoforte. |
| 30 gennaio 2022   | Parco della Memoria Via De Gasperi 45°33′06.3″N 9°17′54.2″E |                   | QUI ABITAVA EDOARDO COLOMBO NATO 1913 ARRESTATO 1944 DEPORTATO FLOSSEMBÜRG ASSASSINATO 10.2.1945 HERSBRUCK        | Edoardo Colombo (Brugherio, 10 febbraio 1913 - Hersbruck, 10 febbraio 1945), dopo il servizio militare, nell'aprile del 1936, emigra per lavoro in Germania, a Berlino. Tornato in patria aderisce al CLN; nell'agosto 1944 è nel carcere di San Vittore a Milano, 16 agosto è trasferito al campo di transito di Bolzano insieme a Edoardo Colombo; il 5 settembre sono deportati al campo di Flossenbürg, Edoardo è immatricolato n° 21421 e trasferito il 30 settembre 1944, a Hersbruck adibito allo scavo delle gallerie all'interno della montagna per ospitare installazioni industriali. Muore nell'infermeria del campo il 10 febbraio 1945. |
| 27 gennaio 2024   | Parco della Memoria Via De Gasperi 45°33′06.3″N 9°17′54.2″E |                   | QUI ABITAVA GIOACHINO TERUZZI NATO 1913 ARRESTATO 12.9.1943 DEPORTATO LUCKENWALDE MORTO 7.12.1944 ZEITHAIN        | Gioachino Teruzzi (Brugherio, 21 giugno 1913 - Zeithain, 7 dicembre 1945), figlio di Enrico e Anastasia Teruzzi. In seguito all'armistizio dell'8 settembre 1943, è catturato dai tedeschi il 12 settembre 1943 e deportato nel Reich. Prima nello Stalag III A di Luckenwalde, quindi Stalag III B di Fustemberg, infine ricoverato nell'infermeria dello Stalag IV B Zeithain, dove muore il7 dicembre 1945. Dal 1992 riposa nel cimitero della città natale. |
| 25 gennaio 2025   | Parco della Memoria Via De Gasperi 45°33′06.3″N 9°17′54.2″E |                   | QUI ABITAVA VITTORIO BORGONOVO NATO 1911 ARRESTATO 8.9.1943 DEPORTATO 1943 MÜHLBERG ASSASSINATO 9.4.1944 ZEITHAIN | Vittorio Borgonovo (Brugherio, 4 aprile 1911 - Zeithain, 9.4.1944), figlio di Luigi e Antonia Perego, falegname è richiamato alle armi nell'agosto 1942. L'armistizio dell'8 settembre 1943 lo coglie nella Grecia meridionale. Arrestato dai tedeschi è deportato nel Terzo Reich. Internato nello Stalag IV B Zeithain, in Sassonia, numero di matricola 264735. Muore nell'infermeria del campo il 9 aprile 1944. Dal 1992 riposa nel cimitero del paese natale. |

### Carate Brianza
A Carate Brianza si trovano due pietre d'inciampo, la prima posata nel 2022, quindi 2023.
| Pietra d'inciampo | Pietra d'inciampo                                | Pietra d'inciampo | Pietra d'inciampo                                                                                     | Note biografiche |
| Data di posa      | Luogo di posa                                    | Stolpersteine     | Incisione                                                                                             | Note biografiche |
| ----------------- | ------------------------------------------------ | ----------------- | --- | --- |
| 27 gennaio 2022   | Via Luigi Azimonti, 6 45°40′42.11″N 9°14′05.8″E  |                   | QUI ABITAVA AUGUSTO CESANA NATO 1897 ARRESTATO 30.12.1944 DEPORTATO FLOSSENBÜRG ASSASSINATO 18.3.1945 | Augusto Cesana (carate Brianza, 15 ottobre 1897 - Flossenbürg, 18 marzo 1945), cattolico, antifascista, partigiano; di umili origini, combattente nella Grande Guerra col grado di Maggiore degli Alpini. Cresciuto negli ambienti oratoriani e cooperativistici sino a diventare direttore della Cassa Rurale e fervente aderente all'Azione Cattolica per cui già agli albori del fascismo si trovò a difendersi e difendere l'organizzazione dagli assalti squadristi. Figura di riferimento dell'antifascismo cattolico caratese, dopo 1'8 settembre 1943 aderisce alla sezione locale del CLN Adibisce la cantina della Cassa Rurale ed Artigiana, di cui era direttore, a punto di raccolta e distribuzione di generi a sostegno delle formazioni partigiane di stanza in montagna. Il 30 dicembre è arrestato in casa dai fascisti. Subirà la deportazione nel Reich con destinazione il campo di Flossenbürg dove muore il 18 marzo 1945. |
| 27 gennaio 2023   | Piazza Cesare Battisti 45°40′39.6″N 9°14′03.59″E |                   | QUI ABITAVA GIOVANNI CESANA NATO 1923 INTERNATO FALLINGBOSTEL ASSASSINATO 15.7.1944                   | Giovanni Cesana (Carate Brianza, 24 luglio 1923 - Fallingbostel, 15 luglio 1944), primo di sette fratelli, lavorava alla Brown Boveri di Milano come perito elettrotecnico quando viene arruolato nel Regio Esercito, entrando a far parte del Genio militare come marconista. L'armistizio dell'8 settembre 1943 lo colse mentre era in servizio a Zara. È catturato dai tedeschi presso Reggio Emilia mentre tenta di raggiungere casa sua. Seguirà la tragica sorte degli oltre 650000 militari italiani che rifiutano di arruolarsi nelle file nazifasciste: deportato nel campo per prigionieri di guerra di Fallingbostel, dove muore il 15 luglio del 1944. Le sue spoglie vennero sepolte nel cimitero militare italiano di Amburgo per poi essere riportate a Carate Brianza nell'ottobre 2012 a cura della locale sezione dell'Associazione Nazionale Combattenti e Reduci.                                                             |

### Carnate
| Pietra d'inciampo | Pietra d'inciampo                                                                | Pietra d'inciampo | Pietra d'inciampo                                                                                      | Note biografiche |
| Data di posa      | Luogo di posa                                                                    | Stolpersteine     | Incisione                                                                                              | Note biografiche |
| ----------------- | -------------------------------------------------------------------------------- | ----------------- | --- | --- |
| 27 gennaio 2024   | Via Barassi, 6 davanti panchina ingresso scuole medie 45°38′55.88″N 9°22′51.04″E |                   | QUI LAVORAVA ALESSANDRO COLOMBO NATO 1875 ARRESTATO 1943 DEPORTATO AUSCHWITZ ASSASSINATO 11.12.1943    | Alessandro Colombo (Pitigliano, 17 dicembre 1875 - Auschwitz, 11 dicembre 1943), ebreo, coniugato con Ilda Zamorani. All'epoca pensionato titolare a Carnate di una ditta artigianale di lavorazione della ceramica, dopo essere stato ragionere presso le Regie Prefetture di Chiari, Sanremo e Milano; insegnante di ragioneria, contabile per l’ospedale cittadino di Monza. All'emanazione delle leggi razziali fasciste del 1938 è registrato come ebreo e soggetto alle angherie antisemite. Dopo l'armistizio dell'8 settembre 1943 si trasferisce a Milano sperando di confondersi nella grande città, ma in occasione del sopraluogo nella sua precedente abitazione monzese, è riconosciuto e denunciato da un ex vicino. Arrestato, detenuto a Monza prima, quindi San Vittore, insieme alla moglie che si fa arrestare per condividerne la sorte, il 6 dicembre entrambi sono deportati ad Auschwitz e assassinati al loro arrivo al campo, 11 dicembre 1943. Una pietra d'inciampo per ciascuno dei coniugi Colombo è stata posata a Monza nel 2020. |
| 27 gennaio 2024   | Via Barassi, 6 davanti panchina ingresso scuole medie 45°38′55.88″N 9°22′51.04″E |                   | QUI LAVORAVA ILDA ZAMORANI COLOMBO NATA 1880 ARRESTATA 1943 DEPORTATA AUSCHWITZ ASSASSINATA 11.12.1943 | Ilda Zamorani Colombo (Ferrara, 12 marzo 1880 - Auschwitz, 11 dicembre 1943), moglie di Alessandro Colombo. Appreso che il marito era stato fermato, si consegna spontaneamente a San Vittore per non lasciare solo il marito: un atto d’amore assoluto. Parte con lui sullo stesso convoglio dal Binario 21 della Stazione Centrale di Milano il 6 dicembre 1943. Assassinati entrambi al loro arrivo ad Auschwitz, nella camera a gas, l'11 dicembre 1943. Una pietra d'inciampo per ciascuno dei coniugi Colombo è stata posata a Monza nel 2020. |

### Cavenago di Brianza
| Pietra d'inciampo | Pietra d'inciampo                        | Pietra d'inciampo | Pietra d'inciampo                                                                                 | Note biografiche |
| Data di posa      | Luogo di posa                            | Stolpersteine     | Incisione                                                                                         | Note biografiche |
| ----------------- | ---------------------------------------- | ----------------- | ------------------------------------------------------------------------------------------------- | --- |
| 27 gennaio 2025   | Via Rasini, 6 45°35′06.87″N 9°24′55.24″E |                   | QUI ABITAVA GIULIO BESANA NATO 1913 ARRESTATO 8.9.1943 DEPORTATO ASSASSINATO 25.4.1945 MAUTHAUSEN | Giulio Besana (Cavenago di Brianza, 21 ottobre 1913 - Mauthausen, 25 aprile 1945), figlio di Battista e Pierina Mauri, chiamato alle armi nell'aprile 1934 partecipa alla Campagna dell'Africa Orientale Italiana. Nel 1937 lavora presso la Falck di Sesto San Giovanni fino al nuovo richiamo e invio in Albania. Catturato dai tedeschi alla proclamazione dell'armistizio dell'8 settembre 1943 subisce la deportazione nel Terzo Reich internato nello "Stammlager 398 di Pupping". Muore il 25 aprile 1945 sotto le bombe alleate. |

### Ceriano Laghetto
| Pietra d'inciampo | Pietra d'inciampo                                                        | Pietra d'inciampo | Pietra d'inciampo                                                                           | Note biografiche |
| Data di posa      | Luogo di posa                                                            | Stolpersteine     | Incisione                                                                                   | Note biografiche |
| ----------------- | ------------------------------------------------------------------------ | ----------------- | ------------------------------------------------------------------------------------------- | --- |
| 9 febbraio 2024   | Via I° Maggio stazione FS, ingresso binario 1 45°37′29.62″N 9°04′45.91″E |                   | QUI ABITAVA UMBERTO GUASCONI NATO 1904 ARRESTATO 12.1.1945 DEPORTATO BOLZANO-GRIES LIBERATO | Umberto Guasconi (Campiglia Marittima, 14 agosto 1904 - ???, 12 aprile 1950), patriota, all'epoca capostazione di Ceriano Laghetto, nella cantina della stazione nasconde armi e munizioni, in casa ospita oppositori e antifascisti, sostiene il movimento di liberazione finché, causa delazione, è arrestato il 12 gennaio 1945 e rinchiuso a San Vittore prima del trasferimento a Bolzano in previsione della deportazione, ma che non avverrà. È liberato il 30 aprile 1945. |

### Cesano Maderno
A Cesano Maderno si trovano sette pietre d'inciampo, posate tra il 2019 e il 2025.
| Pietra d'inciampo | Pietra d'inciampo                                                        | Pietra d'inciampo | Pietra d'inciampo | Note biografiche |
| Data di posa      | Luogo di posa                                                            | Stolpersteine     | Incisione | Note biografiche |
| ----------------- | ------------------------------------------------------------------------ | ----------------- | --- | --- |
| 26 gennaio 2019   | Piazza Arese, 1 ingresso Municipio 45°37′39.82″N 9°08′49.29″E            |                   | QUI ABITAVA ARTURO MARTINELLI NATO 1916 ARRESTATO COME POLITICO 1943 FOSSOLI ASSASSINATO 12.7.1944 CIBENO                    | Arturo Martinelli (Castelverde, 1 settembre 1916 - Carpi, 12 luglio 1944), studente, arriva a Cesano nel '33. Tra i primi e più attivi collaboratori di Leopoldo Gasparotto, attivo nel Partito d'Azione è arrestato a Milano il 9 ottobre 1943, condotto al carcere di San Vittore e deportato a Fossoli il 27 aprile 1944. Sarà tra i 67 martiri fucilati il 12 luglio 1944 al poligono di tiro di Cibeno. È sepolto al Campo della Gloria ai Caduti per la Libertà del Cimitero Maggiore di Milano. |
| 25 gennaio 2020   | Via Duca D'Aosta, 1 45°37′28.13″N 9°08′49.09″E                           |                   | QUI STUDIAVA CLARA LEVI NATA 1929 ARRESTATA 1.12.1943 DEPORTATA AUSCHWITZ DECEDUTA BERGEN-BELSEN                             | Clara Levi (Cesano Maderno, 1 marzo 1929 - Bergen-Belsen, 31 maggio 1945), figlia di Guido Levi ed Emma Bianca Tedeschi. In seguito ad una delazione Clara, con la madre le due sorelle e tre zie, sono tutte arrestate il 1º dicembre 1944 ad Ambivere in quanto ebree. Clara viene attesa al rientro da Bergamo dove frequentava l'Istituto delle Orsoline: “l’hanno aspettata che arrivasse con il treno e le hanno portate via”. Muore, come la sorella Nora, nel campo di Bergen Belsen il 31 maggio 1945. Sette pietre d'inciampo sono state posate il 15 gennaio 2023 ad Ambivere dove le donne della famiglia Levi risiedevano. |
| 29 gennaio 2022   | Via Magenta, 3 45°38′03.57″N 9°07′23.93″E                                |                   | QUI ABITAVA LEONTINO BERTAGGIA NATO 1921 ARRESTATO 9.9.1943 POSTUMIA DEPORTATO ASSASSINATO 4.4.1945 SANGERHAUSEN             | Leontino Bertaggia (Correzzola, 2 dicembre 1921 - Sachsenhausen, 4 aprile 1945), ancora bambino si trasferisce a Cesano Maderno, dove il padre, Amedeo, grande invalido della Grande Guerra, trova lavoro alla SNIA Viscosa. È chiamato alle armi nel gennaio 1941 ed inviato sul fronte greco-albanese. Viene richiamato in Italia, da dove mancava da due anni, per frequentare il corso da carabiniere nella Legione Territoriale di Milano, ma non raggiungerà il suolo patrio in quanto il giorno immediatamente successivo all'8 settembre 1943 è fatto prigioniero dai tedeschi a Postumia (Slovenia). Venne internato nello stammlager XX B di Marienburg, in Polonia, e successivamente nello stammlager XII D di Trier (Renania-Palatinato). Muore il 4 aprile 1945 a Sachsenhausen, (Sassonia) per malattia, ma non si conoscono né le circostanze del decesso né il luogo della sua sepoltura. |
| 19 marzo 2022     | Via Manzoni, 20 45°37′15.07″N 9°09′13.63″E                               |                   | QUI ABITAVA ETTORE DIOTTI NATO 1908 ARRESTATO MARZO 1944 DEPORTATO MAUTHAUSEN ASSASSINATO 3.4.1945                           | Ettore Diotti (Binzago, 22 aprile 1908 - Mauthausen, 3 aprile 1945), partigiano, residente a Cesano Maderno, lavora presso la Breda di Sesto San Giovanni nella Sezione 5, dove si producevano i componenti meccanici degli aeroplani militari e, in quanto dipendente di uno stabilimento di produzione bellica, è esonerato dal servizio militare. Dopo l'8 settembre 1943 entra nelle file della Resistenza tra i componenti della 108ª GAP. Partecipa agli scioperi del marzo 1944 che per una settimana bloccarono la produzione di tutte le grandi aziende del nord Italia. La feroce reazione dei nazifascisti portò all'arresto di migliaia di operai che saranno deportati poi nel Reich. Ettore Diotti venne fermato a Binzago nella bottega di falegnami della famiglia, e incarcerato a San Vittore, quindi trasferito alla caserma Umberto I° di Bergamo, da dove, il 5 aprile 1944, dal Binario 1 della stazione ferroviaria cittadina è deportato a Mauthausen, matricola 61623; trasferito a Gusen, quindi nuovamente a Mauthausen dove muore il 3 aprile 1945. |
| 19 marzo 2022     | Via Toti angolo Via S.Luigi 45°37′24.53″N 9°10′02.63″E                   |                   | QUI ABITAVA MARIO ROMANÒ NATO 1914 ARRESTATO 8.9.1943 DEPORTATO DECEDUTO 13.11.1945 STERNBERK                                | Mario Romanò (Cesano Maderno, 15 luglio 1914 - Sternberk, 13 novembre 1945), nato nella frazione di Cascina Gaeta. Richiamato alle armi nel 1941, viene mandato sul fronte Greco albanese con il 63º reggimento fanteria. Sbandato dopo l'armistizio dell'8 settembre 1943, come buona parte dei militari del Regio esercito, è catturato dai tedeschi e deportato nel Reich. Muore il 13 novembre 1945 nell1ospedale di Sternberk, in Moravia (Cecoslovacchia) per malattia contratta durante la prigionia. I resti mortali di Mario Romanò rientrarono in Italia il 20 gennaio 1996 e tumulati nel Cimitero di Cesano Maderno, accanto ai suoi cari. |
| 27 gennaio 2024   | Via Dante Alighieri, 70 angolo Via Padre Alfani 45°37′18.6″N 9°08′44.9″E |                   | QUI ABITAVA LUIGI CERMENATI NATO 1912 ARRESTATO 1944 NAVARINO, GRECIA DEPORTATO BUCHENWALD MORTO 27.10.1944                  | Luigi Cermenati (Cesano Maderno, 20 dicembre 1912 - Buchenwald, 27 ottobre 1944), partigiano, falegname, coniugato con Ernesta Triulzi, un figlio. Richiamato alle armi nel 1940 è inviato sul fronte alpino occidentale e su quello Greco-Albanese. Dopo l'armistizio dell'8 settembre 1943, si unisce ai partigiani greci, ma è presto catturato dai tedeschi a Navarino e deportato nel Reich destinato a Buchenwald, vi giunge il 15 ottobre 1943. Matricola 59463, classificato "Pol" – (Politisch), muore al campo il 27 ottobre 1944. |
| 25 gennaio 2025   | Via San Bernardo, 41 ingresso Parco cittadino 45°38′18.9″N 9°10′53.2″E   |                   | QUI ABITAVA LUIGI CAMISASCA NATO 1913 ARRESTATO 11.9.1943 TORINO DEPORTATO 1943 HAMMELBURG ASSASSINATO 24.2.1944 SCHWEINFURT | Luigi Camisasca (Cesano Maderno, 25 agosto 1913 - Schweinfurt, 24 febbraio 1944), falegname, soldato d'Artiglieria nel 1942 inviato in Albania. Catturato a Torino alla proclamazione dell'armistizio dell'8 settembre 1943, internato nel Reich come lavoratore coatto presso Schweinfurt, dove rimane vittima di un bombardamento alleato il 24 febbraio 1944. È sepolto presso il Cimitero militare italiano di Francoforte sul Meno. |

### Cogliate
A Cogliate sono presenti tre pietre d'inciampo, posate nel 2020 e 2024
| Pietra d'inciampo | Pietra d'inciampo                        | Pietra d'inciampo | Pietra d'inciampo                                                                                              | Note biografiche |
| Data di posa      | Luogo di posa                            | Stolpersteine     | Incisione | Note biografiche |
| ----------------- | ---------------------------------------- | ----------------- | --- | --- |
| 25 gennaio 2020   | Largo Follini 45°38′52.99″N 9°04′45.25″E |                   | QUI ABITAVA MARIO FOLLINI NATO 1897 ARRESTATO 15.7.1944 DEPORTATO FLOSSENBÜRG ASSASSINATO 16.11.1944 HERSBRUCK | Mario Follini (Milano, 22 ottobre 1897 - Hersbruck, 16 novembre 1944), sposato con Angela Grassi, padre di tre figli, residente a Cogliate. Trovato in possesso di alcune copie del giornale socialista clandestino Avanti! e sospettato di aver partecipato ad azioni di sabotaggio contro automezzi tedeschi, organizzati dalle Brigate Matteotti, è arrestato il 15 luglio 1944 e rinchiuso a San Vittore a Milano, quindi inviato al campo di Bolzano a cui segue la deportazione nel Reich con destino Flossenbürg, dove giunse il 7 settembre 1944, matricola n. 21416 ed infine trasferito al sottocampo di Hersbruck dove muore il 16 novembre 1944.                                                                  |
| 5 febbraio 2022   | Largo Follini 45°38′52.99″N 9°04′45.25″E |                   | QUI ABITAVA ANTONIO BORGHI NATO 1924 ARRESTATO 8.9.1943 GRECIA ASSASSINATO 17.4.1944 DORTMUND                  | Antonio Borghi (Cogliate, 1 maggio 1924 - Dortmund, 17 aprile 1944), quarto di tredici fratelli. Partito per il fronte ad Alba nel 1941, arrestato il giorno stesso dell'armistizio dell'8 settembre 1943, in seguito deportato nel Reich come gli oltre 650000 internati militari italiani (IMI). Muore il 17 aprile 1944 nel campo per prigionieri di guerra Stalag VI-D di Dortmund. Durante la guerra non si ebbero molte sue notizie. I parenti seppero della sua morte dall'allora parroco avvisato da un cappellano militare tedesco. Sepolto in un primo tempo nel cimitero di Dortmund in seguito i suoi resti furono traslati al Cimitero Militare Italiano d'Onore di Francoforte sul Meno dove riposa in eterno.. |
| 3 febbraio 2024   | Largo Follini 45°38′52.99″N 9°04′45.25″E |                   | QUI ABITAVA CLARINO BASILICO NATO 1909 ARRESTATO 8.9.1943 CROAZIA DEPORTATO WERDOOHL ASSASSINATO 4.7.1944      | Clarino Basilico (Cogliate, 20 settembre 1909 - Werdohl, 4 luglio 1944), coniugato con Angiola Cattaneo, guardia notturna. Granatiere, catturato alla proclamazione dell'armistizio dell'8 settembre 1943, deportato nel Reich in condizione di IMI internato nel campo di lavoro di Werdohl, dove muore il 4 luglio 1944.. |

### Concorezzo
| Pietra d'inciampo | Pietra d'inciampo                                                                 | Pietra d'inciampo | Pietra d'inciampo                                                                                         | Note biografiche |
| Data di posa      | Luogo di posa                                                                     | Stolpersteine     | Incisione                                                                                                 | Note biografiche |
| ----------------- | --------------------------------------------------------------------------------- | ----------------- | --- | --- |
| 10 aprile 2024    | Via Lazzaretto, 48 ingresso Istituto comprensivo Marconi 45°34′56.6″N 9°20′10.7″E |                   | QUI ABITAVA MARIO BRIOSCHI NATO 1903 ARRESTATO 24.4.1944 DEPORTATO MAUTHAUSEN ASSASSINATO 31.8.1944 GUSEN | Mario Brioschi (Concorezzo, 17 aprile 1903 - Gusen, 31 agosto 1944), coniugato con Luigia Anna Tremolada, una figlia. Guardia notturna, nel 1944 si rende colpevole di un reato al seguito del quale è detenuto nel carcere di Parma. Il 17 giugno 1944 è a Verona quindi a Fossoli, dal quale il 21 giugno è deportato nel Reich con destinazione Mauthausen, matricola 76269, classificato “criminale abituale”. Trasferito a Gusen, muore al campo il 31 agosto 1944. Riposa nel Cimitero militare italiano di Mauthausen. |

### Cornate d'Adda
| Pietra d'inciampo | Pietra d'inciampo                                                     | Pietra d'inciampo | Pietra d'inciampo                                                                                           | Note biografiche |
| Data di posa      | Luogo di posa                                                         | Stolpersteine     | Incisione                                                                                                   | Note biografiche |
| ----------------- | --------------------------------------------------------------------- | ----------------- | --- | --- |
| 27 gennaio 2024   | Via Alessandro Volta, 29 davanti Municipio 45°38′51.36″N 9°27′54.55″E |                   | QUI VIVEVA BATTISTA CRIPPA NATO 1903 ARRESTATO 21.2.1944 DEPORTATO MAUTHAUSEN ASSASSINATO 18.5.1944 EBENSEE | Battista Crippa (Cornate d'Adda, 11 maggio 1903 - Ebensee, 18 maggio 1944), contadino, coniugato con Maria Teresa Longhi, abitano a Cascina Preti, edificio rurale in cui vivevano sei famiglie e che successivamente all'armistizio dell'8 settembre 1943 è nascondiglio di alcuni ex prigionieri serbi fuggiti dal campo dov'erano internati. La sera del 21 febbraio 1944 irrompono i tedeschi con i militi della RSI, mettono a soqquadro le abitazioni, dando luogo ad una cruenta sparatoria con spargimento di sangue. Battista viene arrestato e portato prima a San Vittore, quindi a Fossoli da dove è poi deportato nel Reich destinato a Mauthausen giungendovi l'11 marzo. Classificato "Schutz" – (Schutzhäftlinge) è in seguito trasferito a Ebensee dove muore il 18 maggio 1944. |

### Correzzana
| Pietra d'inciampo | Pietra d'inciampo                                                  | Pietra d'inciampo | Pietra d'inciampo                                                                                                   | Note biografiche |
| Data di posa      | Luogo di posa                                                      | Stolpersteine     | Incisione | Note biografiche |
| ----------------- | ------------------------------------------------------------------ | ----------------- | --- | --- |
| 25 marzo 2024     | Via Provinciale, 39 cascina San Giuseppe 45°39′51.31″N 9°18′12.8″E |                   | QUI ABITAVA AMBROGIO CORBETTA NATO 1921 ARRESTATO 8.9.1943 GRECIA DEPORTATO 1943 WESLAR ASSASSINATO 1945 BUCHENWALD | Ambrogio Corbetta (Correzzana, 17 ottobre 1921 - Buchenwald, 1945), quarto dei sette figli di Mario Guido e Giuseppina Tagliabue. È sul fronte greco alla proclamazione dell'armistizio dell'8 settembre 1943 quand'è catturato dai tedeschi e deportato nel Reich destinato a Buchenwald, matricola 139140, muore presumibilmente nel 1945. |

### Desio
A Desio si trovano sei pietre d'inciampo, poste tra il 2020 e il 2025.
| Pietra d'inciampo | Pietra d'inciampo                            | Pietra d'inciampo | Pietra d'inciampo                                                                                                | Note biografiche |
| Data di posa      | Luogo di posa                                | Stolpersteine     | Incisione | Note biografiche |
| ----------------- | -------------------------------------------- | ----------------- | --- | --- |
| 26 gennaio 2020   | Corso Italia, 90 45°37′22.98″N 9°12′30.14″E  |                   | QUI ABITAVA LEAH ELERTT HASELNUSS NATA 1882 ARRESTATA 3.12.1943 DEPORTATA 1944 ASSASSINATA 6.2.1944 AUSCHWITZ    | Leah Elertt Haselnüss (Tyrawa Wołoska (Polonia), 26 novembre 1882 - Auschwitz, 6 febbraio 1945), residente a Venezia, divorziata dal marito Samuel Haselnüss, è arrestata con la figlia Anna dai carabinieri il 3 dicembre 1943, il giorno stesso è carcerata a San Vittore; deportata dal Binario 21 della stazione centrale di Milano col trasporto del 30 gennaio 1944 è uccisa all'arrivo ad Auschwitz il 6 febbraio 1944. |
| 26 gennaio 2020   | Corso Italia, 90 45°37′22.98″N 9°12′30.14″E  |                   | QUI ABITAVA ANNA HASELNUSS NATA 1915 ARRESTATA 3.12.1943 DEPORTATA 1944 ASSASSINATA 6.2.1944 AUSCHWITZ           | Anna Haselnüss (Mannheim, 15 marzo 1915 - Auschwitz, 6 febbraio 1945), residente a Venezia dal 6 dicembre 1936, condivide la tragica sorte della madre Leah: arrestate dai carabinieri il 3 dicembre 1943, il giorno stesso sono tradotte al carcere di San Vittore a Milano; deportate dal Binario 21 della stazione centrale col trasporto del 30 gennaio 1944 entrambe assassinate all'arrivo ad Auschwitz il 6 febbraio 1944. La figlia di Anna, Giuditta Haselnüss Grosswirth, nata a Venezia il 16 luglio 1938, sfugge alla cattura grazie ai vicini di casa che la nascondono al momento dell'arresto della madre e della nonna; starà nascosta nel convento delle Suore Ancelle della Carità di Brescia, a Desio, fino al termine della guerra, quindi ospitata nella ex-colonia Sciesopoli di Selvino e in seguito trasferita in Israele. |
| 29 gennaio 2022   | Via XXV aprile, 1 45°37′07.02″N 9°12′59.39″E |                   | QUI ABITAVA LUIGI BRIANI NATO 1900 ARRESTATO 14.3.1944 DEPORTATO MAUTHAUSEN ASSASSINATO 10.10.1944 GUSEN         | Luigi Briani (Desio, 24 gennaio 1900 - Gusen, 10 ottobre 1944), operaio gruista alla Breda di Sesto San Giovanni, sposato, con un bimbo piccolo; antifascista, attivo nella cellula clandestina della fabbrica, svolge attività di propaganda e sostegno ai gruppi partigiani. È arrestato a casa il 14 marzo 1944 per la sua partecipazione allo sciopero generale dei primi di marzo e richiuso nel carcere di Desio per essere poi trasferito a San Vittore, quindi da Milano al campo di Fossoli da dove gli riesce far pervenire una lettera alla moglie. Sarà quindi al campo di Bolzano da dove il 4 agosto 1944 è deportato nel Reich, destinato a Mauthausen, infine Gusen, dove è assassinato il 10 ottobre 1944. |
| 29 gennaio 2022   | Via Garibaldi, 59 45°36′57.28″N 9°12′24.01″E |                   | QUI ABITAVA LUIGI SCALFI NATO 1921 ARRESTATO 1943 INTERNATO DORTMUND MORTO 28.11.1944                            | Luigi Scalfi (Desio, 7 novembre 1921 - Dortmund, 28 novembre 1944), scartato alla leva, si arruola volontario. Di stanza a Parma, è assegnato al 2° RGM Genio Pontieri e Chimici. A seguito dell'armistizio dell'8 settembre 1943, come altri centinaia di migliaia di militari italiani è catturato dai tedeschi; invitato ad aderire alla RSI o arruolarsi nelle file delle SS italiane, al suo rifiuto, è deportato nel Reich destinato al campo per Internati Militari Italiani (IMI) di Dortmund. Si spegne il 28 novembre 1944 dopo aver contratto la tubercolosi. |
| 27 gennaio 2024   | Via Garibaldi, 13 45°36′59.92″N 9°12′25.33″E |                   | QUI ABITAVA MARIO MICHELINI NATO 1909 ARRESTATO 9.2.1944 DEPORTATO 1944 MAUTHAUSEN ASSASSINATO 28.4.1945 EBENSEE | Mario Michelini (Pieve di Cento, 6 agosto 1909 - Ebensee, 28 aprile 1945), antifascista, patriota, coniugato con Erminia Jetri, due figli, dal 1943 risiedono a Desio. Di fede comunista, più volte segnalato come oppositore al regime, è arrestato il 9 febbraio 1944 mentre sta organizzando un trasporto di armi destinate alle formazioni partigiane operanti in Valsassina. Dal carcere cittadino è trasferito a Monza, quindi San Vittore, Fossoli per la deportazione nel Reich con destinazione Mauthausen dove giunge l'11 marzo 1944. Classificato "Schutz" – (Schutzhäftlinge), muore ad Ebensee il 28 aprile 1945. |
| 25 gennaio 2025   | Via Due Palme, 2 45°37′20.97″N 9°12′34.74″E  |                   | QUI VIVEVA DON MAURO BONZI NATO 1904 ARRESTATO 19.8.1944 DEPORTATO 1944 DACHAU LIBERATO                          | Don Mauro Bonzi (Legnano, 1904 - ???, 29 aprile 1947), entra in Seminario dopo le elementari e vi rimane per 11 anni. Nel 1939 Don Bonzi è rettore del Collegio Arcivescovile Pio XI a Desio. Dopo l'armistizio dell'8 settembre 1943, nella struttura del Collegio vengono nascoste armi, prestata assistenza e rifugio ai Resistenti. Nell'aprile del 1944 questa attività clandestina viene scoperta e Don Bonzi se ne assume l'intera responsabilità. Dopo una prima scarcerazione è nuovamente e definitivamente arrestato ad agosto; ad ottobre è deportato nel Rech con destinazione Dachau dove vi rimane fino alla liberazione del campo, il 29 aprile 1945, ma minato dalla TBC contratta, nonostante riesca a rientrare a casa, muore esattamente due anni dopo: 29 aprile 1947.                                                        |

### Giussano
| Pietra d'inciampo | Pietra d'inciampo                                                | Pietra d'inciampo | Pietra d'inciampo | Note biografiche |
| Data di posa      | Luogo di posa                                                    | Stolpersteine     | Incisione | Note biografiche |
| ----------------- | ---------------------------------------------------------------- | ----------------- | --- | --- |
| 27 gennaio 2022   | Piazza Aldo Moro, 1 ingresso Municipio 45°41′28.7″N 9°12′19.73″E |                   | QUI ABITAVA GIUSEPPE FUMAGALLI NATO 1907 ARRESTATO 8.9.1943 INTERNATO LUCKENWALDE DECEDUTO 23.1.1945                         | Giuseppe Fumagalli (Giussano), 17 settembre 1907 - Luckenwalde, 23 gennaio 1945), figlio di Giovanni e Regina Longoni. Frequenta la quarta classe elementare e lavora come meccanico. Arruolato il 4 marzo 1943 è effettivo a Cremona nel 3º Reggimento Artiglieria di Corpo d'Armata dal 31 marzo 1943. Catturato dai tedeschi a Milano in seguito all'armistizio dell'8 settembre 1943 è deportato nel Reich al campo per prigionieri di guerra, ma come IMI, Stalag III-A (Luckenwalde) dove muore per malattia il 24 gennaio 1945.                               |
| 27 gennaio 2024   | Piazza Aldo Moro, 1 ingresso Municipio 45°41′28.7″N 9°12′19.73″E |                   | QUI ABITAVA AURELIO BELLOTTI NATO 1921 ARRESTATO 8.9.1943 DEPORTATO GÖRLITZ MORTO 24.5.1945                                  | Aurelio Bellotti (Giussano), 22 luglio 1921 - Görlitz, 24 maggio 1945), muratore, figlio di Leonardo e Regina Molteni. Chiamato alle armi in Fanteria nel 1941 è inviato sul fronte greco dove è catturato alla proclamazione dell'armistizio dell'8 settembre 1943. Internato come IMI nello Stalag VIII-A nei pressi di Görlitz, muore al campo il 24 maggio 1945. |
| 27 gennaio 2025   | Piazza Aldo Moro, 1 ingresso Municipio 45°41′28.7″N 9°12′19.73″E |                   | QUI VIVEVA GIUSEPPE ERMINIO CAZZANIGA NATO 1918 ARRESTATO 8.9.1943 DEPORTATO 1943 MORTO 11.2.1944 NAUFRAGIO PIROSCAFO 'ORIA' | Giuseppe Erminio Cazzaniga (Giussano), 2 gennaio 1918 - Capo Sunio, 11 febbraio 1944), sarto, figlio di Giovanni e Adelaide Brambilla. Richiamato alle armi nell'aprile 1939, nel settembre è inviato sull'isola di Rodi. Catturato dai tedeschi alla proclamazione dell'armistizio dell'8 settembre 1943, insieme al altri più di quattromila compagni è stipato sul Piroscafo Oria che li avrebbe deportati nel Terzo Reich, ma un faufragio innanzi Capo Sunio provocò la morte di quasi tutti gli occupanti la nave, si salvarono in non più di una cinquantina. |

### Lentate sul Seveso
A Lentate sul Seveso si trovano quattro pietre d'inciampo posate tra il 2022 e 2025.
| Pietra d'inciampo | Pietra d'inciampo                                                  | Pietra d'inciampo | Pietra d'inciampo | Note biografiche |
| Data di posa      | Luogo di posa                                                      | Stolpersteine     | Incisione | Note biografiche |
| ----------------- | ------------------------------------------------------------------ | ----------------- | --- | --- |
| 27 gennaio 2022   | Piazza Fratelli Cervi Camnago 45°40′04.74″N 9°07′42.03″E           |                   | QUI ABITAVA AMABILE MARELLI NATO 1918 ARRESTATO 1943 RODI DEPORTATO BERGEN-BELSEN ASSASSINATO 13.3.1945                     | Amabile Marelli (Lentate sul Seveso), 22 dicembre 1918 - Bergen-Belsen, 13 marzo 1945), padre commerciante a Milano, la madre Angela di ricca famiglia di commercianti di legname. Studente universitario è arruolato e, al conseguimento della laurea, col grado di Sottotenente inviato sul fronte greco, presso il comando militare di Rodi. Dopo l'l'armistizio dell'8 settembre 1943 è catturato dai tedeschi; rifiuta di aderire alla Repubblica di Salò e quindi è deportato nel Reich, internato Bergen-Belsen, muore di stenti e di malattia il 13 marzo 1945. |
| 27 gennaio 2022   | Via Achille Grandi Parco comunale 45°40′04.74″N 9°07′42.03″E       |                   | QUI ABITAVA GAETANO VENTURINI NATO 1921 ARRESTATO 15.9.1943 ALBANIA DEPORTATO MITTELBAU-DORA ASSASSINATO 11.12.1943         | Gaetano Venturini (Lentate sul Seveso), 1 ottobre 1921 - Mittelbau-Dora, 11 dicembre 1943), secondo di tre fratelli, soldato del Regio Esercito Italiano, è catturato in Albania il 15 settembre 1943, dopo l'armistizio dell'8 settembre 1943 e deportato a Nordhausen nel distretto dei campi di concentramento noto col nome di Mittelbau-Dora dove muore di stenti l'11 dicembre 1943. |
| 27 gennaio 2024   | Via Tonale, 6 ingresso scuola d'infanzia 45°41′11.92″N 9°06′11.4″E |                   | QUI ABITAVA CARLO AMBROGIO VERGANI NATO 1909 ARRESTATO 8.9.1943 DEPORTATO STALAG XII A ASSASSINATO 23.11.1944 SARREGUEMINES | Carlo Ambrogio Vergani (Lentate sul Seveso, 8 novembre 1909 - Sarreguemines, 23 novembre 1944), figlio di Angelo e Virginia Bossi, muratore. Alla proclamazione dell'armistizio dell'8 settembre 1943 è dislocato in Francia. Catturato dai tedeschi, muore nell'ospedale per prigionieri di guerra di Sarreguemines, il 23 novembre 1944. |
| 27 gennaio 2025   | Via San Michele del Carso, 45 45°41′17.43″N 9°07′40.92″E           |                   | QUI ABITAVA LUIGI ROMANO' NATO 1921 ARRESTATO 8.9.1943 DEPORTATO SENNE-FORELLKRUG ASSASSINATO 24.2.1945                     | Luigi Romanò (Lentate sul Seveso, 18 marzo 1921 - Stalag 326 VI K, 23 novembre 1944), muratore, figlio di Giuseppe e Maria Bellotti. Chiamato alle armi nel gennaio 1941, assegnato alla 76ª Comp. Autieri div. Venezia Albania ed avviato al 3º Reggimento Genio. Catturato dai tedeschi alla proclamazione dell'armistizio dell'8 settembre 1943, deportato nel Reich, internato nello Stalag 326 VI K dove perde la vita sotto un bombardamento alleato il 24 febbraio 1945.                                                                                         |

### Limbiate
| Pietra d'inciampo | Pietra d'inciampo                                                 | Pietra d'inciampo | Pietra d'inciampo                                                        | Note biografiche |
| Data di posa      | Luogo di posa                                                     | Stolpersteine     | Incisione                                                                | Note biografiche |
| ----------------- | ----------------------------------------------------------------- | ----------------- | ------------------------------------------------------------------------ | --- |
| 24 gennaio 2020   | Via Monte Bianco, 2 ingresso municipio 45°36′12.74″N 9°07′26.14″E |                   | QUI ABITAVA ELDA LEVI GUTENBERG NATA 1894 ASSASSINATA 31.3.1945 BOLZANO  | Elda Levi Gutenberg (Milano, 31 luglio 1894 - Bolzano, 31 marzo 1945), prelevata in data sconosciuta dall'ospedale psichiatrico di Mombello (in comune di Limbiate) dove era ricoverata, dopo un breve periodo al carcere di San Vittore, è inviata al campo di Bolzano, dove muore il 31 marzo 1945 nelle celle di punizione a causa delle sevizie a cui fu sottoposta dalle guardie ucraine del campo. |
| 5 maggio 2022     | Via Monte Bianco, 2 ingresso municipio 45°36′12.74″N 9°07′26.14″E |                   | QUI ABITAVA LUIGI COLOMBO NATO 1922 DEPORTATO 1943 MORTO 4.6.1945 GORZOW | Luigi Colombo (Limbiate, 8 ottobre 1922 - Gorzów Wielkopolski, 4 giugno 1945), figlio di Carlo e Maria Luraschi, con due fratelli e una sorella minori. Arruolato ed inviato sul fronte greco, dopo l'armistizio dell'8 settembre 1943 è catturato dai tedeschi e deportato nel campo di lavoro di Landsberg an der Warthe (oggi Gorzów Wielkopolski), dove muore il 4 giugno 1945. Riposa nel Cimitero Militare Italiano di Bielany, nei pressi di Varsavia, insieme a più di mille altri IMI assassinati dai nazisti. |

### Lissone
Lissone ospita sei pietre d'inciampo posate tra il 2019 e 2025.
| Pietra d'inciampo | Pietra d'inciampo                                          | Pietra d'inciampo | Pietra d'inciampo | Note biografiche |
| Data di posa      | Luogo di posa                                              | Stolpersteine     | Incisione | Note biografiche |
| ----------------- | ---------------------------------------------------------- | ----------------- | --- | --- |
| 26 gennaio 2019   | Via Dante, 30 ingresso stadio 45°36′41.94″N 9°13′58.45″E   |                   | QUI SI ALLENAVA MARIO BETTEGA NATO 1918 ARRESTATO 23.2.1944 DEPORTATO MAUTHAUSEN ASSASSINATO 19.3.1945                               | Mario Bettega (Lissone, 16 agosto 1918 - Mauthausen, 19 marzo 1945), calciatore della Pro Lissone, operaio alla Breda di Sesto San Giovanni, ma anche antifascista attivo nella resistenza. Con le sue conoscenze tra i giovani di Lissone, svolge un gran lavoro per sostenere ed estendere l'attività resistenziale. È catturato dai repubblichini il 23 febbraio 1944, mentre consegna un pacco di otturatori e caricatori alle SAP, Squadre di Azione Patriottica. Dal carcere di San Vittore di Milano è deportato nel Reich e destinato al campo di Mauthausen,dove muore, all'età di 26 anni, il 19 marzo 1945. Nel 1963, l'Amministrazione Comunale ha dedicato a Bettega una via di Lissone.                                                                                           |
| 25 gennaio 2020   | Via Matteotti, 10 45°36′29.41″N 99°14′10.73″E              |                   | QUI ABITAVA ATTILIO MAZZI NATO 1885 ARRESTATO 23.11.1943 DEPORTATO 1944 MAUTHAUSEN ASSASSINATO 9.4.1945 GUSEN                        | Attilio Mazzi (Verona, 27 aprile 1885 - Gusen, 9 aprile 1945), residente a Milano, sposato con Augusta Guaita, quattro figli. A Lissone aveva aperto uno stabilimento per la tranciatura del legno. Ardente antifascista, all'indomani della caduta del fascismo, Attilio sfila per le vie di Lissone, innalzando un cartello con l'immagine di Badoglio mettendosi a capo di un breve corteo che raggiunta la Casa del Fascio, distrugge i simboli del fascismo. È arrestato il 23 novembre 1943 e portato in carcere a Monza, poi trasferito a San Vittore. Dopo due mesi è al campo di Fossoli e di seguito a Bolzano. Il 5 agosto è deportato nel Reich e destinato a Mauthausen, immatricolato con il numero 82424. Trasferito in seguito a Gusen, dove muore il 9 aprile 1945.            |
| 20 gennaio 2022   | Via Padre Reginaldo Giuliani, 59 45°36′26.8″N 9°14′13.29″E |                   | QUI ABITAVA GIAN FRANCO DE CAPITANI DA VIMERCATE NATO 1925 ARRESTATO 4.3.1944 DEPORTATO MAUTHAUSEN ASSASSINATO 5.12.1944 EBENSEE     | Gian Franco De Capitani Da Vimercate (Lissone, 24 febbraio 1925 - Ebensee, 5 dicembre 1944), di famiglia benestante e solidamente antifascista, Gian Franco è ritenuto figlio di un socialista sovversivo ed è oggetto di sorveglianza. Il 4 marzo 1944 è fermato ad un posto di blocco tra Monza e Lissone e nonostante il termine per presentarsi alla chiamata alle armi della classe cui apparteneva, non fosse ancora scaduto, i repubblichini lo considerarono come renitente alla leva e trattenuto alla Villa Reale di Monza. Presumibilmente, in seguito, tradotto al carcere di San Vittore quindi a Fossoli. È deportato a Mauthausen, dove arriva l'11 marzo del '44 ed infine inviato ai lavori forzati nel campo di Ebensee, dove, non ancora ventenne, muore il 5 dicembre 1944. |
| 20 gennaio 2022   | Via Piave, 1 45°36′23.28″N 9°14′33.84″E                    |                   | QUI ABITAVA GIULIO COLZANI NATO 1911 ARRESTATO 11.7.1944 DEPORTATO DACHAU,BUCHENWALD ASSASSINATO 24.4.1945 MARCIA DELLA MORTE        | Giulio Colzani (Lissone, 12 febbraio 1911 - Monaco di Baviera, 24 aprile 1945), celibe, è arrestato l'11 luglio 1944 dalla polizia politica fascista per accertamenti e rinchiuso a Monza. È a San Vittore il 2 agosto 1944, quindi il 7 settembre al campo di Bolzano da dove, Il 5 ottobre è deportato nel Reich destinato a Dachau, immatricolato triangolo rosso n° 113219, è immediatamente trasfertito al campo di Bad Gandersheim, sottocampo di Buchenwald. All'approssimarsi dell arrivo degli Alleati, i nazisti evacuano il campo ed è durante una delle tante marce della morte che, sfinito e non più in condizione di camminare, è assassinato da una raffica di mitra, ad opera di una SS, nei pressi di Monaco di Baviera.                                                      |
| 27 gennaio 2023   | Via Jenner angolo Via Fleming 45°36′44.1″N 9°15′44.5″E     |                   | QUI ABITAVA ALDO FUMAGALLI NATO 1921 ARRESTATO 8.9.1943 DEPORTATO MITTELBAU-DORA ASSASSINATO 3.11.1944                               | Aldo Fumagalli (Lissone, 24 settembre 1921 - Mittelbau-Dora, 3 novembre 1944), figlio di Carlo e Maria Ernesta Tremolada, famiglia di agricoltori. Geniere del III Reggimento di Pavia, è catturato dai tedeschi immediatamente dopo la proclamazione dell'armistizio dell'8 settembre 1943. il 13 ottobre 1943 è deportato nel Reich destinato al campo di prigionia di Mittelbau-Dora, acronimo di "Deutsche Organisation Reichs Arbeit" (Organizzazione del lavoro del Reich). Come altri circa 650mila soldati italiani che rifiutano di aderire alla RSI, tantomeno arruolarsi nelle formazioni di SS italiane è internato con lo stato di IMI. Muore al campo il 3 novembre 1944. |
| 27 gennaio 2025   | Via Oslavia, 13 45°36′27.2″N 9°14′48.62″E                  |                   | QUI ABITAVA AMBROGIO AVVOI NATO 1894 ARRESTATO 20.3.1944 INTERNATO FOSSOLI E BOLZANO DEPORTATO 1944 FLOSSENBÜRG ASSASSINATO 8.3.1945 | Ambrogio Avvoi (Lissone, 12 aprile 1894 - Flossenbürg, 8 marzo 1945), falegname, comunista, partigiano, figlio di Ambrogio e Giuseppina Galimberti, coniugato dal 1921 con Alessandrina Bice Dassi. Dopo l'armistizio dell'8 settembre 1943 entra nella Resistenza tra le file della 150ª Brigata “Diomede”. Arrestato ai primi di marzo 1944, incarcerato nella Villa Reale di Monza, a cui segue il carcere di San Vittore, quindi a giugno è trasferito al campo di Fossoli ed ad agosto a Bolzano. Nel dicembre è sul treno destinato a Flossenbürg, riesce a figgire a Vipiteno, ma è nuovamente catturato ed a gennaio 1945 è internato nel Lager, matricola 43841, classificato "Pol" – (Politisch). Assassinato l'8 marzo 1945.                                                         |

### Macherio
| Pietra d'inciampo | Pietra d'inciampo                       | Pietra d'inciampo | Pietra d'inciampo                                                                                     | Note biografiche |
| Data di posa      | Luogo di posa                           | Stolpersteine     | Incisione                                                                                             | Note biografiche |
| ----------------- | --------------------------------------- | ----------------- | --- | --- |
| 27 gennaio 2025   | Via Roma, 69 45°38′21.03″N 9°16′00.03″E |                   | QUI ABITAVA VALENTINO RIVOLTA NATO 1918 ARRESTATO 1.3.1944 DEPORTATO MAUTHAUSEN ASSASSINATO 17.3.1945 | Valentino Rivolta (Macherio, 22 febbraio 1913 - Mauthausen, 17 marzo 1945), operaio, antifascista, coniugato con Antonia Bressi, tre figlie. Arrestato nel primo giorno dello sciopero generale del marzo 1944, accusato - a ragione - di essere tra i promotori, trasferito a San Vittore, il 4 marzo è deprotato nel Reich destinato a Mauthausen dove giunge il 13 del mese stesso, matricola n° 57619, classificato "Pol" – (Politisch). Subisce una tragica perigrenazione tra i diversi Lager tedeschi: Wien-Schwechat, Wien-Floridsdorf, Auschwitz, quindi nuovamente Mauthausen sul finire del gennaio 1945. Muore al campo il 17 marzo 1945. |

### Meda
A Meda si trovano sette pietre d'inciampo, posate tra il 2020 e il 2025.
| Pietra d'inciampo | Pietra d'inciampo                                                  | Pietra d'inciampo | Pietra d'inciampo | Note biografiche |
| Data di posa      | Luogo di posa                                                      | Stolpersteine     | Incisione | Note biografiche |
| ----------------- | ------------------------------------------------------------------ | ----------------- | --- | --- |
| 27 gennaio 2020   | Piazza Municipio 4 ingresso municipio 45°39′44.96″N 9°09′24.54″E   |                   | QUI ABITAVA ANTONIO BUSNELLI NATO 1911 ARRESTATO 17.3.1944 DEPORTATO 1944 MAUTHAUSEN ASSASSINATO 19.4.1945 GUSEN              | Antonio Busnelli (Meda, 30 ottobre 1911 - Gusen, 19 aprile 1945), partigiano, con gli altri due suoi compagni, Rinaldo Giorgetti e Vincenzo Moroni, è sorpreso dai nazisti in casa sua mentre progetta azioni di resistenza. Tutti e tre sono condotti nella sede della GNR, quindi in carcere a San Vittore a Milano, trasferiti alla casema Umberto I° di Bergamo dal cui Binario 1 della stazione cittadina, il 5 aprile 1944 sono deportati nel Reich con destinazione Mauthausen, matricola 61586 ed infine Gusen dove trova la morte il 19 aprile 1945.                                                     |
| 27 gennaio 2020   | Piazza Municipio 4 ingresso municipio 45°39′44.96″N 9°09′24.54″E   |                   | QUI ABITAVA RINALDO GIORGETTI NATO 1915 ARRESTATO 17.3.1944 DEPORTATO 1944 MAUTHAUSEN ASSASSINATO 18.4.1945 GUSEN             | Rinaldo Giorgetti (Meda, 27 gennaio 1945 - Gusen, 18 aprile 1945),falegname, partigiano con Antonio Busnelli e Vincenzo Meroni condivide la tragica sorte: sorpreso dai nazisti in casa del Busnelli mentre appronta azioni di resistenza, è arrestato con i due compagni, condotti nella sede della GNR, quindi in carcere a San Vittore a Milano, trasferiti alla casema Umberto I° di Bergamo dal cui Binario 1 della stazione cittadina, il 5 aprile 1944 sono deportati nel Reich con destinazione Mauthausen, matricola 61659 ed infine Gusen dove muore il 18 aprile 1945.                                 |
| 27 gennaio 2020   | Piazza Municipio 4 ingresso municipio 45°39′44.96″N 9°09′24.54″E   |                   | QUI ABITAVA VINCENZO MERONI NATO 1911 ARRESTATO 17.3.1944 DEPORTATO 1944 MAUTHAUSEN ASSASSINATO 14.1.1945 GUSEN               | Vincenzo Meroni (Cabiate, 28 marzo 1911 - Gusen, 14 gennaio 1945), falegname, partigiano come i compagni Antonio Busnelli e Rinaldo Giorgetti, con loro condivide la sorte che li vede sorpresi dai nazisti in casa del Busnelli mentre approntano azioni di opposizione all'occupazione, sono arrestati, condotti nella sede della GNR, quindi in carcere a San Vittore a Milano, trasferiti alla casema Umberto I° di Bergamo dal cui Binario 1 della stazione cittadina, il 5 aprile 1944 sono deportati nel Reich con destinazione Mauthausen, matricola 61694 ed infine Gusen dove muore il 14 gennaio 1945. |
| 3 febbraio 2022   | Piazza della Repubblica dinanzi murales 45°39′42.25″N 9°09′20.81″E |                   | QUI ABITAVA LUIGI CATTANEO NATO 1923 ARRESTATO 1943 DEPORTATO FALLINGBOSTEL ASSASSINATO 15.6.1944                             | Luigi Cattaneo (Meda, 10 marzo 1923 - Fallingbostel, 15 giugno 1944), arruolato nel 512º battaglione mitraglieri del XII settore di copertura, come altri centinaia di migliaia di soldati italiani, immediatamente dopo l'armistizio dell'8 settembre 1943 è catturato dai nazisti e deportato nel Reich destinato al lager di Fallingbostel. Muore il 15 giugno 1944. |
| 3 febbraio 2022   | Piazza della Repubblica dinanzi murales 45°39′42.25″N 9°09′20.81″E |                   | QUI ABITAVA LEONARDO CAZZANIGA NATO 1919 ARRESTATO 9.9.1943 ROMA ASSASSINATO 24.12.1943 GÖRLITZ                               | Leonardo Cazzaniga (Meda, 13 ottobre 1919 - Gusen, 14 gennaio 1945), caporalmaggiore del 112º reggimento appartenente alla 103ª divisione di fanteria Piacenza dislocata nel settembre 1943 nei pressi dei colli romani. Immediatamente dopo l'armistizio dell'8 settembre 1943, il 9 settembre, il reparto di cui fa parte si arrende ai tedeschi. La gran parte dei soldati italiani è deportato nel Reich. Cazzaniga muore nello Stalag VIII-A a Gorlitz il24 dicembre 1943. |
| 26 gennaio 2024   | Piazza della Repubblica dinanzi murales 45°39′42.25″N 9°09′20.81″E |                   | QUI ABITAVA FELICE CAPPELLINI NATO 1920 ARRESTATO 10.9.1943 ZARA DEPORTATO FULLEN,DORTMUND ASSASSINATO 25.11.1943 LÜDENSCHEID | Felice Cappellini (Meda, 14 gennaio 1920 - Lüdenscheid, 25 novembre 1943), figlio di Pietro e Anna Maria Della Torre, tappezziere. Soldato del genio, è catturato immediatamente dopo l'armistizio dell'8 settembre 1943 dai tedeschi della Wehrmacht a Zara. Deportato nel Reich, internato prima nello Stalag VI C (Fullen), quindi Stalag VI D (Dortmund). Muore a Lüdenscheid il 25 novembre 1943. Sepolto nel Cimitero militare italiano di Francoforte sul Meno. |
| 27 gennaio 2025   | Piazza della Repubblica dinanzi murales 45°39′42.25″N 9°09′20.81″E |                   | QUI ABITAVA PIERO BESANA NATO 1924 ARRESTATO 8.9.1943 DEPORTATO ASSASSINATO 27.12.1944 FULDA                                  | Piero Besana (Meda, 27 marzo 1924 - Fulda, 27 dicembre 1944) |

### Monza
A Monza si trovano 19 pietre d'inciampo, poste tra il 2020 e il 2025.
| Pietra d'inciampo | Pietra d'inciampo                                                         | Pietra d'inciampo | Pietra d'inciampo | Note biografiche |
| Data di posa      | Luogo di posa                                                             | Stolpersteine     | Incisione | Note biografiche |
| ----------------- | ------------------------------------------------------------------------- | ----------------- | --- | --- |
| 16 gennaio 2020   | Via Prina, 19 45°35′15.83″N 9°16′00.58″E                                  |                   | QUI ABITAVA ALESSANDRO COLOMBO NATO 1875 DEPORTATO 1943 AUSCHWITZ ASSASSINATO 11.12.1943                                              | Alessandro Colombo (Pitigliano, 17 dicembre 1875 - Auschwitz, 11 dicembre 1943), ebreo, ragioniere, funzionario statale, insegnante. A seguito dell'emanazione delle leggi razziali fasciste, oramai pensionato, nel 1939 si autodenuncia appartenente alla razza ebraica, idem la moglie Ilda Zamorani, in ottemperanza alle suddette leggi. Dopo l'armistizio dell'8 settembre 1943, sperando di confondersi nella moltitudine della metropoli, si trasferiscono a Milano, ma in occasione del suo ritorno nella abitazione monzese per recuperare alcune foto degli affetti, riconosciuto, un delatore ne provoca l'immediato arresto. Dopo il carcere a Monza, il trasferimento a San Vittore dove lo raggiunge la moglie che, per non lasciarlo solo, si fa arrestare. Entrambi, il 6 dicembre 1943, sono sul convoglio, uno dei tanti Treni della morte, partito dal Binario 21 della Stazione Centrale di Milano. Il giorno stesso dell'arrivo ad Auschwitz, l'11 dicembre, sono entrambi assassinati nelle camere a gas. Una pietra d'inciampo per ciascuno dei coniugi Colombo è stata posata a Carnate nel 2024. |
| 16 gennaio 2020   | Via Prina, 19 45°35′15.83″N 9°16′00.58″E                                  |                   | QUI ABITAVA ILDA ZAMORANI COLOMBO NATA 1880 DEPORTATA 1943 AUSCHWITZ ASSASSINATA 11.12.1943                                           | Ilda Zamorani Colombo (Ferrara, 12 marzo 1880 - Auschwitz, 11 dicembre 1943), moglie di Alessandro Colombo. Quando apprende che il marito è in stato di arresto, si consegna spontaneamente a San Vittore non volendolo lasciare solo: gesto d’amore assoluto ed estremo.Entrambi, il 6 dicembre 1943, sono sul convoglio, uno dei tanti Treni della morte, partito dal Binario 21 della Stazione Centrale di Milano. Il giorno stesso dell'arrivo ad Auschwitz, l'11 dicembre, sono entrambi assassinati nelle camere a gas. Una pietra d'inciampo per ciascuno dei coniugi Colombo è stata posata a Carnate nel 2024. |
| 27 gennaio 2022   | Via Dante, 45 45°35′29.08″N 9°16′11.45″E                                  |                   | QUI ABITAVA ENRICO BRACESCO NATO 1910 ARRESTATO 13.3.1944 DEPORTATO MAUTHAUSEN ASSASSINATO 15.12.1944 CASTELLO DI HARTHEIM            | Enrico Bracesco (Monza, 10 aprile 1910 - Castello di Hartheim, 15 dicembre 1944), capo attrezzista nella sezione V della Breda il giorno, la notte collabora con i partigiani della Brianza. Subisce una prima condanna ad un anno con la condizionale, accusato di essere tra gli organizzatori dei primi scioperi del marzo 1943. Nel novembre dello stesso anno perde una gamba in un incidente durante la fuga dai fascisti che lo intercettano dopo una consegna di armi ai partigiani; nuovamente arrestato, appena in condizione fugge nascondendosi presso parenti. Un delatore ne provoca però definitivamente l'arresto nel marzo 1944. Dopo la detenzione a Fossoli, è trasferito a Bolzano a cui segue la deportazione nel Reich con destinazione Mauthausen. È assassinato al Castello di Hartheim il 15 dicembre 1944. |
| 27 gennaio 2022   | Via Pretorio, 2 45°35′05.63″N 9°16′28.19″E                                |                   | QUI ABITAVA GIORGIO LEVI NATO 1898 ARRESTATO 4.12.1943 INTERNATO FOSSOLI DEPORTATO AUSCHWITZ ASSASSINATO 18.1.1945 MARCIA DELLA MORTE | Giorgio levi (Modena, 28 settembre 1889 - ???, 18 gennaio 1945), ebreo, sposato con due figli, conduce un negozio di tessuti a Monza. Per la colpa di essere ebreo è arrestato il 4 dicembre 1943. Carcere di San Vittore, quindi Fossoli, infine deportato ad Auschwitz. Assassinato il 18 gennaio 1945 durante una delle tante marce della morte. |
| 27 gennaio 2022   | Via Marco D’Agrate, 21 45°34′17.24″N 9°18′37.78″E                         |                   | QUI ABITAVA LUIGI MONTRASIO NATO 1909 ARRESTATO 12.3.1944 DEPORTATO MAUTHAUSEN ASSASSINATO 19.5.1944 GUSEN                            | Luigi Montrasio (Monza, 23 marzo 1909 - Gusen, 19 maggio 1944), falegname modellista presso la Caproni aeronautica. Arrestato dai fascisti, parrebbe la motivazione riconducibile ad un caso di omonimia, è deportato a Mauthausen, numero di matricola 59001, muore il 19 maggio 1944 al campo di Gusen. |
| 27 gennaio 2022   | Via Volta, 15 45°35′18.23″N 9°16′10.62″E                                  |                   | QUI ABITAVA CARLO SAMIOLO NATO 1895 ARRESTATO 8.3.1944 DEPORTATO MAUTHAUSEN ASSASSINATO 22.4.1945 GUSEN                               | Carlo Samiolo (Guarda Veneta, 7 marzo 1895 - Gusen, 22 aprile 1945), a capo dell’Ufficio del personale della sezione V della Breda è arrestato con l'accusa di complicità con la Resistenza per il rifiuto di rivelare i nomi dei partecipanti agli scioperi del marzo 1944. Incarcerato prima a San Vittore, quindi Fossoli, infine deportato a Mauthausen. È assassinato con l'acido cianidrico nel campo di Gusen il 22 aprile 1945. |
| 27 gennaio 2022   | Via Sant'Alessandro, 5 45°35′18.23″N 9°16′10.62″E                         |                   | QUI ABITAVA ANGELO BERETTA NATO 1923 ARRESTATO 12.3.1944 DEPORTATO MAUTHAUSEN ASSASSINATO 31.3.1945 GUSEN                             | Angelo Beretta (Monza, 7 ottobre 1923 - Gusen, 31 marzo 1945), famiglia di antifascisti, è tornitore alla Falck di Sesto San Giovanni, attivo nella cellula del CLN della fabbrica. Arrestato dai militi fascisti consegnato ai nazisti che lo deportano nel Reich, destinato al campo di Mauthausen, matricola 58708. Trasferito a Gusen quindi Wien Schwechat poi a Wien-Hinterbruhl. Con la necessità di evacuare i campi per l'avanzata delle truppe alleate, iniziano le tante "marce della morte". Beretta, ritenuto non idoneo a sostenere la marcia di trasferimento al campo di Floridsdorf, è assassinato il 31 marzo 1945 con un'iniezione di fenolo al cuore. |
| 27 gennaio 2022   | Via Col di Lana, 18 sul marciapiede a sinistra 45°35′10.17″N 9°15′46.79″E |                   | QUI ABITAVA PIETRO MASSARI NATO 1908 ARRESTATO 12.3.1944 DEPORTATO MAUTHAUSEN ASSASSINATO 15.12.1944 EBENSEE                          | Pietro Massari (Monza, 7 ottobre 1923 - Gusen, 15 dicembre 1944), sposato con Maria Vailati è manovale alla Breda di Sesto San Giovanni. Arrestato come tanti compagni per la partecipazione agli scioperi del marzo 1944, segue il tragico destino dei deportati politici: Mauthausen, matricola 5897, quindi Gusen ed infine Ebensee dove è assassinato il 15 dicembre 1944. |
| 27 gennaio 2022   | Via Mozart, 16 45°35′51.7″N 9°15′53.12″E                                  |                   | QUI ABITAVA FEDERICO GAVIRAGHI NATO 1903 ARRESTATO 10.7.1944 DEPORTATO MAUTHAUSEN ASSASSINATO 13.12.1944 UBERLINGEN                   | Federico Gaviraghi (Monza, 9 gennaio 1903 - Überlingen, 13 dicembre 1944), antifascista, artigiano, sposato con Assunta Oggioni, padre di 4 figli. Nel luglio del 1944 è fermato per accertamenti dalla polizia politica e portato a San Vittore quindi deportato nel Reich destinato a Dachau ed infine al sottocampo di Überlingen dove muore il 13 dicembre 1944. |
| 27 gennaio 2024   | Via Spalto Piodo, 8 45°34′52.36″N 9°16′34.87″E                            |                   | QUI ABITAVA LIBERO CASARINI NATO 1913 ARRESTATO 1944 DEPORTATO MAUTHAUSEN ASSASSINATO 28.1.1945 EBENSEE                               | Libero Casarini (Colico, 8 febbraio 1913 - Ebensee, 28 gennaio 1945), antifascista, coniugato con un figlio, imbianchino. Arrestato a Monza dove risiede, recluso a San Vittore, quindi deportato nel Reich col trasporto del 4 marzo 1944 con destinazione Mauthausen. Matricola 57562, classificato "Schutz" – (Schutzhäftlinge), trasferito a Ebensee, vi muore il 28 gennaio 1945. Le sue spoglie riposano nel cimitero di Ebensee Friedhof. |
| 27 gennaio 2024   | Via Carlo Prina, 2 45°35′12.84″N 9°16′10.84″E                             |                   | QUI ABITAVA VINCENZO MOINO NATO 1899 ARRESTATO 28.2.1944 DEPORTATO MAUTHAUSEN ASSASSINATO 31.5.1944 GUSEN                             | Vincenzo Moino (Melma, 26 maggio 1899 - Gusen, 31 maggio 1944), patriota, artigliere nella Grande Guerra, trasferito a Milano sposa Vittorina Fabris dalla quale avrà 7 figli. Operaio alla Breda è attivo nella propaganda antifascista, a causa della quale è arrestato dalle SS in fabbrica nel febbraio 1944. Condotto al carcere di San Vittore, quindi internato a Fossoli prima della deportazione a Mauthausen l'11 marzo 1944. Matricola 57280, classificato "Schutz" – (Schutzhäftlinge), trasferito a Gusen, muore al campo il 31 maggio 1944. |
| 27 gennaio 2024   | Via Giovanni delle Bande Nere, 78 45°34′10.64″N 9°19′17.3″E               |                   | QUI ABITAVA GIOVANNI POLI NATO 1903 ARRESTATO 12.3.1944 DEPORTATO MAUTHAUSEN ASSASSINATO 16.6.1944 GUSEN                              | Giovanni Poli (Civo, 9 gennaio 1903 - Gusen 16 giugno 1944), operaio alla Falck Unione, coniugato con Maria Motta, padre di cinque figli. Per la sua partecipazione agli scioperi del marzo 1943 e marzo 1944, è arrestato il 12 dello stesso mese e carcerato prima a San Vittore, quindi temporaneamente alla Caserma Umberto 1° di Bergamo dal cui Binario 1 cittadino è deportato nel Reich destinato a Mauthausen. Matricola 59068, il 24 marzo è trasferito a Gusen dove muore il 16 giugno 1944. |
| 2 dicembre 2024   | Via Antonio Giambacorti Passerini, 9 45°34′56.78″N 9°16′21.43″E           |                   | QUI ABITAVA ANTONIO GIAMBACORTI- PASSERINI NATO 1903 ARRESTATO 2.3.1944 INTERNATO FOSSOLI ASSASSINATO 12.7.1944 CIBENO DI CARPI       | Antonio Giambacorti Passerini (Monza, 14 giugno 1903 - Poligono di tiro di Cibeno, Carpi 12 luglio 1944), antifascista, socialista, commercialista, conduttore di una cartoleria. Già sul finire del 1942, insieme ad altri socialisti fonda il “Fronte di azione antifascista” stampando e diffondendo materiale antifascista. Con l'armistizio dell'8 settembre 1943 si orienta al sostegno delle prime bande partigiane procurando armi e vestiario, nonché alla protezione dei renitenti alla leva. Arrestato ai primi di marzo del 1944 è prima nelle carceri di Monza, quindi San Vittore a Milano ed infine il 9 giugno internato a Fossoli doove è fucilato il 12 luglio 1944 insieme ad altri 67 martiri in quello che conosciamo come eccidio di Cibeno. |
| 2 dicembre 2024   | Via Bartolomeo Zucchi, 27 45°35′09.62″N 9°16′16.61″E                      |                   | QUI ABITAVA CARLO PRINA NATO 1897 ARRESTATO 2.3.1944 INTERNATO FOSSOLI ASSASSINATO 12.7.1944 CIBENO DI CARPI                          | Carlo Prina (Monza, 28 giugno 1897 - Poligono di tiro di Cibeno, Carpi 12 luglio 1944), antifascista, reduce della Grande Guerra coniugato con tre figlie, contabile presso la ditta Motta (azienda). Subito dopo l'armistizio dell'8 settembre 1943 entra nel CLN locale prodigandosi al sostegno e organizzazione delle prime bande partigiane. Arrestato in seguito a delazione e detenuto in Villa Reale subendo sevizie e torture, quindi inviato al carcere di San Vittore di Milano, quindi internato il 9 giugno a Fossoli doove è fucilato il 12 luglio 1944 insieme ad altri 67 martiri in quello che conosciamo come eccidio di Cibeno. |
| 2 dicembre 2024   | Via Gaetano Casati, 15 45°34′21.8″N 9°16′05.8″E                           |                   | QUI ABITAVA ENRICO AROSIO NATO 1904 ARRESTATO 2.3.1944 INTERNATO FOSSOLI ASSASSINATO 12.7.1944 CIBENO DI CARPI                        | Enrico Arosio (Monza, 13 novembre 1904 - Poligono di tiro di Cibeno, Carpi 12 luglio 1944), celibe, antifascista, una famiglia di ideali socialisti, un'attività in proprio nel settore commerciale. Subito dopo l'armistizio dell'8 settembre 1943 il suo magazzino è a disposizione per ospitare armi e quanto serve alle prime formazioni partigiane, nonché nascondiglio per ricercati e renirenti alla leva. Arrestato probabilmente in seguito a delazione è prima detenuto a Monza, quindi il 20 marzo inviato al carcere di San Vittore a Milano, ed infine il 9 giugno internato a Fossoli doove è fucilato il 12 luglio 1944 insieme ad altri 67 martiri in quello che conosciamo come eccidio di Cibeno. |
| 2 dicembre 2024   | Via Carlo Amati, 13 45°34′59.46″N 9°17′18.46″E                            |                   | QUI ABITAVA ERNESTO MESSA NATO 1894 ARRESTATO 2.3.1944 INTERNATO FOSSOLI ASSASSINATO 12.7.1944 CIBENO DI CARPI                        | Ernesto Messa (Monza, 28 agosto 1894 - Poligono di tiro di Cibeno, Carpi 12 luglio 1944), antifascista, operaio, coniugato, 3 figli. Arrestato per attività antifasciste, detenuto prima nel carcere giudiziario di Monza, quindi trasferito a San Vittore ed infine il 9 giugno internato a Fossoli doove è fucilato il 12 luglio 1944 insieme ad altri 67 martiri in quello che conosciamo come eccidio di Cibeno. |
| 27 gennaio 2025   | Via Marelli, 16 45°34′08.7″N 9°14′27.7″E                                  |                   | QUI ABITAVA LUIGI FERRARI NATO 1906 DEPORTATO 1944 MAUTHAUSEN ASSASSINATO 12.3.1945 GUSEN                                             | Luigi Ferrari (Seriate, 15 maggio 1906 - Gusen , 17 maggio 1945), trasferitosi a Monza con la moglie Elisa Carminati e le due figlie, si occupa come operaio presso la Falck di Sesto San Giovanni. Accusato di aver partecipato allo sciopero generale dei primi di marzo 1944, viene arrestao il 27 marzo a casa sua da agenti dell'Ufficio politico della Questura e portato presso la sede di polizia di via Volturno a Monza, quindi trasferito al carcere di San Vittore, a cui segue la caserma Umberto I° di Bergamo per essere deportato, il 5 aprile, dal Binario 1 della stazione ferroviaria cittadina, nel Terzo Reich con destinazione Mauthausen, matricola n° 61633. Il 7 maggio 1944 è trasferito a Gusen, dove muore il 12 marzo 1945. |
| 27 gennaio 2025   | Vicolo Spalto Isolino, 2 45°34′57.6″N 9°16′37.08″E                        |                   | QUI ABITAVA ALESSANDRO POZZI NATO 1910 DEPORTATO 1.2.1945 MAUTHAUSEN ASSASSINATO 4.4.1945 GUSEN                                       | Alessandro Pozzi (Monza, 21 aprile 1910 - Gusen, 12 luglio 1944), comunista, partigiano, cappellaio, coniugato con Rosa Donzelli, due figli, quindi meccanico all'Isotta Fraschini. Già al confino nel 1922per comunismo nel 1932 e inviato al confino. Dopo l'armistizio dell'8 settembre 1943, entra nella Resistenza tra le file prima della 55ª Brigata “Rosselli”, per passare poi alla Brigata “Issel”, sempre in Valsassina. Catturato in Val Taleggio, trasferito a Barzio dove è ripetutamente torturato. Quindi a Bergamo prima del carcere di San Vittore, da dove il 15 gennaio 1945 è trasferito a Bolzano ed infine, il 1º febbraio deportato nel Terzo Reich con destinazione Mauthausen. Muore al sottocampo di Gusen il 4 aprile 1945. |
| 27 gennaio 2025   | Via Carlo Amati, 111 ingresso Policlinico 45°34′56.85″N 9°17′40.09″E      |                   | QUI FU ARRESTATA DOROTEA "DORA" PISETSKI NATA 1892 ARRESTATA 5.2.1945 INTERNATA BOLZANO ASSASSINATA 28.3.1945                         | Dorotea "Dora" Pisetzki (Milano, 1° gennaio 1892 - Bolzano, 28 marzo 1945), coniugata con il capitano di fanteria architetto Fausto Dario Luzzati, invalido e decorato della Grande Guerra, un figlio nato otto mesi dopo la morte del padre. In quanto Ebrei, a seguito della promulgazione delle Leggi razziali fasciste del ‘38 il figlio espatria in Francia. Dora, afflitta da seri problemi di salute, vive in casa del fratello fino a quando ll'aggravarsi della sua salute ne consigliano il ricovero presso l'allora "Casa di Cura Villa dei Tigli" - oggi Policlinico di Monza. Qui è prelevata dalle SS il 5 febbraio 1945 e rinchiusa prima a San Vittore quindi trasferita a Bolzano, dove muore in seguito ai maltrattamenti subiti il 28 marzo 1945. |

### Muggiò
Muggiò accoglie ufficialmente 12 Pietre d'Inciampo, collocate dal 26 gennaio 2019 al 1º maggio 2019.
| Pietra d'inciampo | Pietra d'inciampo                                 | Pietra d'inciampo | Pietra d'inciampo                                                                                            | Note biografiche |
| Data di posa      | Luogo di posa                                     | Stolpersteine     | Incisione | Note biografiche |
| ----------------- | ------------------------------------------------- | ----------------- | --- | --- |
| 26 gennaio 2019   | Via Baruso, 15 45°35′40.59″N 9°13′43.86″E         |                   | QUI ABITAVA MICHELE ROBECCHI NATO 1904 ARRESTATO 10.8.1944 DEPORTATO ÜBERLINGEN ASSASSINATO 30.12.1944       | Michele Robecchi (Scanzorosciate, 29 settembre 1904 - Überlingen,, 30 dicembre 1944), sposato con Maria Galletti, due figli, elettricista alla sezione V della Breda aeronautica, militante del Partito Comunista d'Italia fin dalla metà degli anni trenta, partigiano nei GAP, attività svolta in fabbrica a sostegno della lotta armata nella resistenza. È arrestato a Saronno il 10 agosto del 1944 e inizialmente incarcerato a San Vittore, quindi campo di transito di Bolzano, per la deportazione nel Reich, con destinazione Überlingen, dove muore il 30 dicembre 1944. A lui è intitolata la sezione ANPI di Muggiò. |
| 2 marzo 2019      | Via Alfonso Casati, 11 45°35′42.54″N 9°13′41.69″E |                   | QUI ABITAVA ANGELO ARNABOLDI NATO 1912 ARRESTATO 9.9.1943 DEPORTATO HOHENSTEIN LIBERATO                      | Angelo Arnaboldi (Muggiò, 9 luglio 1921 - Muggiò, 13 aprile 2003), di origini contadine, nel 1940 è richiamato alle armi, portaordini sul fronte greco. Sorpreso dall'armistizio dell'8 settembre 1943 è catturato il 9 settembre e portato nel ghetto di Mantova per essere poi deportato nel Reich a Hochestain in Prussia Orientale. Liberato il 3 febbraio 1945 dai Russi, trattenuto in Lituania fino a settembre, rimpatriato il 31 ottobre 1945. Venne nominato Cavaliere della Repubblica nel 1973. Dedicò la sua vita all'attivismo politico e sociale. |
| 2 marzo 2019      | Via Santa Elisabetta, 1 45°35′34.8″N 9°13′38.88″E |                   | QUI ABITAVA MARIO MAURI NATO 1926 ARRESTATO 9.12.1944 DEPORTATO GUSEN ASSASSINATO 9.4.1945                   | Mario Mauri (Nova Milanese, 6 maggio 1926 - Gusen, 9 aprile 1945), trasferitosi nel maggio 1926 a Muggiò, lavora alla Breda di Sesto S. Giovanni, partecipa agli scioperi del marzo 1944. Attivo nella propaganda clandestina in fabbrica come nel paese di residenza, accusato di essere un "sovversivo" è arrestato il 9 dicembre 1944, portato al carcere di Monza, poi San Vittore, quindi Bolzano. Il 4 febbraio 1945 è deportato a Mauthausen, matricola 126284, trasferito poi a Gusen dove muore il 9 aprile 1945 a soli 19 anni. |
| 2 marzo 2019      | Via Italia, 31 45°35′33.44″N 9°13′28.8″E          |                   | QUI ABITAVA PRIMO NESPOLA NATO 1927 ARRESTATO 13.3.1944 DEPORTATO EBENSEE ASSASSINATO 23.4.1945              | Primo Nespola (Muggiò, 10 febbraio 1927 - Ebensee, 23 aprile 1945), nel corso di un rastrellamento a Sesto San Giovanni, mentre passa in bicicletta per rincasare, è arrestato come sospetto renitente. Incarcerato a San Vittore poi deportato a Ebensee il 13 marzo 1944, matricola 57604. Assassinato il 23 aprile 1945 |
| 6 aprile 2019     | Via Europa, 20 45°35′17.99″N 9°13′37.13″E         |                   | QUI ABITAVA UMBERTO DIEGOLI NATO 1926 ARRESTATO 13.2.1944 DEPORTATO MAUTHAUSEN EVASO                         | Umberto Diegoli (Monza, 23 maggio 1926 - Muggiò, 14 gennaio 2012), partigiano. Sposa Teresina Riccardi dalla quale avrà due figli. Lavora alla Breda, attivo nella propaganda antifascista clandestina. Aderisce al GAP, partecipando ad azioni di sabotaggio e di guerriglia. Il 13 febbraio 1944 è arrestato per aver partecipato all'attentato alla Casa del fascio di Sesto S. Giovanni, trasferito a San Vittore subisce sevizie e torture. Il 27 aprile è trasferito a Fossoli, a cui segue, due mesi dopo, la deportazione nel Reich destinato a Mauthausen, poi a Wels e infine a Linz. Il 10 aprile 1945 riesce ad evadere dal campo con un compagno. Passando per Vienna e poi Monaco, incrociando le truppe sovietiche e americane, rientrano a Milano l'8 maggio 1945. Nel 1965 si trasferisce con la famiglia a Muggiò dove si spegne il 17 gennaio 2012. |
| 6 aprile 2019     | Via Confalonieri, 1 45°34′29.73″N 9°13′38.48″E    |                   | QUI ABITAVA ANGELO TESSER NATO 1901 ARRESTATO 9.9.1943 DEPORTATO LINZ LIBERATO                               | Angelo Tesser (Montebelluna, 9 novembre 1901 - ???, ???), residente a Cinisello Balsamo prima, quindi trasferitosi a Muggiò. Operaio meccanico alla Falck Unione Oman, è tra i promotori della lotta clandestina al fascismo. Catturato nella propria abitazione, incarcerato a San Vittore, quindi Fossoli, successivamente, con il collega Paolo Sironi, deportato a Mauthausen, infine inviato a Linz. Sopravvive e viene liberato. Fa ritorno in Italia il 21 giugno 1945. |
| 6 aprile 2019     | Via Confalonieri, 33 45°34′37.47″N 9°13′40.16″E   |                   | QUI ABITAVA PAOLO SIRONI NATO 1895 ARRESTATO 28.3.1944 DEPORTATO LINZ LIBERATO                               | Paolo Sironi (Muggiò, 11 ottobre 1895 - ???, ???), lavora alla Falck di Sesto San Giovanni, attivo nella propaganda sindacale e antifascista. Già dal 1923 è tenuto sotto osservazione dalla polizia fascista per le sue idee. Nella notte tra il 27 e il 28 marzo 1944 è arrestato e condotto a San Vittore. Con il compagno e collega Angelo Tesser è deportato in seguito a Mauthausen quindi a Linz. Sopravvisse, liberato, torna a casa nel giugno 1945. |
| 1 maggio 2019     | Piazza Matteotti, 9 45°35′35.67″N 9°13′46.42″E    |                   | QUI ABITAVA GIOVANNI CADARIO NATO 1923 ARRESTATO 6.3.1944 DEPORTATO MAUTHAUSEN ASSASSINATO 12.9.1944         | Giovanni Cadario (Muggiò, 7 giugno 1923 - Mauthausen, 12 settembre 1944), operaio tornitore-saldatore, fa parte delle 132 persone - 118 uomini e 14 donne - che nel marzo del 1944 sono comandate al lavoro obbligato nelle fabbriche del Reich. Parte il 6 marzo da Sesto San Giovanni con destinazione Magdeburg, Dessau fabbrica Junkers Flugzeug und Motorenbau Werke, in seguito è internato nel campo di Mauthausen, dove muore il 12 settembre 1944. |
| 1 maggio 2019     | Piazza Matteotti, 7 45°35′36.13″N 9°13′47.48″E    |                   | QUI ABITAVA LUIGI MERCANDELLI NATO 1912 ARRESTATO 2.4.1944 DEPORTATO GUSEN LIBERATO                          | Luigi Mercandelli (Rudiano, 21 luglio 1912 - ???, ???), sposa Paola Corsini dalla quale avrà 5 figli, trasferitosi a Muggiò lavora alla Gerli di Cusano Milanino, antifascista collabora con la Resistenza facendo propaganda, ma anche nascondendo le armi dei partigiani nel proprio orto. Denunciato da un delatore è arrestato il 2 aprile 1944, tradotto a San Vittore, quindi deportato a Mauthausen prima e Gusen in seguito, matricola 63769. Sopravvive e fa rientro in Italia. |
| 1 maggio 2019     | Piazza Matteotti, 7 45°35′36.13″N 9°13′47.48″E    |                   | QUI ABITAVA ANGELO RIVA NATO 1922 ARRESTATO 9.9.1943 DEPORTATO MAUTHAUSEN LIBERATO                           | Angelo Riva (Casatenovo, 18 ottobre 1922 - ???, ???), operaio presso la Larocchi di Muggiò. Chiamato alle armi il 29 gennaio 1942, parte il 18 giugno 1942 per l’Albania e la Grecia, dove lo coglie l'armistizio dell'8 settembre 1943. È catturato dai tedeschi il 10 settembre 1943 e deportato nel Reich destinato a Mauthausen. Sopravvive al Lager, rimpatriato il 26 giugno 1945. |
| 1 maggio 2019     | Via Luogo Pio, 1 45°35′35.08″N 9°13′47.65″E       |                   | QUI ABITAVA GIUSEPPE MOLTENI NATO 1905 ARRESTATO 1.4.1944 DEPORTATO GUSEN ASSASSINATO 26.4.1945              | Giuseppe Molteni (Cinisello Balsamo, 18 settembre 1907 - Gusen, 26 aprile 1945), stabilitosi a Muggiò, è operaio alla Ercole Marelli di Sesto San Giovanni. Antifascista partecipa ad azioni di protesta e agli scioperi del marzo 1944 ed è questa la causa dell'arresto. Prelevato nella notte, internato a Fossoli, a cui segue la deportazione a Mauthausen, matricola 57282, quindi Gusen dove muore il 26 aprile 1945. |
| 1 maggio 2019     | Via S. Rocco, 12 45°35′36.7″N 9°13′51.13″E        |                   | QUI ABITAVA ROMOLO TAMAGNI NATO 1908 ARRESTATO 1.3.1944 DEPORTATO CASTELLO DI HARTHEIM ASSASSINATO 16.9.1944 | Romolo Tamagni (Monza, 16 ottobre 1908 - Castello di Hartheim, 16 settembre 1944), residente a Muggiò con la moglie Carolina Corno e due figlie, operaio specializzato alla Meccanica Garelli di Sesto S. Giovanni. Per la sua partecipazione agli scioperi delle fabbriche del nord italia del marzo 1943 e marzo 1944 è arrestato e deportato nel Reich con destinazione Mauthausen, matricola 57426. Trasferito a Ebensee quindi al Castello di Hartheim dove è assassinato il 16 settembre 1944. |

### Nova Milanese
A Nova Milanese si trovano tre pietre d'inciampo, posate tra il 2020 e il 2023.
| Pietra d'inciampo | Pietra d'inciampo                                     | Pietra d'inciampo | Pietra d'inciampo                                                                                           | Note biografiche |
| Data di posa      | Luogo di posa                                         | Stolpersteine     | Incisione                                                                                                   | Note biografiche |
| ----------------- | ----------------------------------------------------- | ----------------- | --- | --- |
| 27 gennaio 2020   | Vicolo Cortelunga 45°35′22.61″N 9°12′08.96″E          |                   | QUI ABITAVA MARIO VANZATI NATO 1911 ARRESTATO MARZO 1944 DEPORTATO MAUTHAUSEN ASSASSINATO 15.5.1944 EBENSEE | Mario Vanzati (Nova Milanese, 27 agosto 1911 - Ebensee, 15 maggio 1944), contadino, partigiano, anima della resistenza cittadina: nella stalla di sua proprietà le prime riunioni clandestine. Catturato nel corso di una di queste in preparazione del progettato attentato ad un gerarca fascista locale. Arrestato, interrogato nella sede della "Legione Muti" a Milano. Inviato a Fossoli a cui fa seguito la deportazione nel Reich con destinazione Mauthausen giungendovi l'11 marzo 1944, matricola 57460. Trasferito a Ebensee muore il 15 maggio 1944. |
| 14 marzo 2022     | Piazzetta Vertua Prinetti, 4 45°35′19.7″N 9°11′53.8″E |                   | QUI ABITAVA AMEDEO SCURATTI NATO 1899 ARRESTATO 14.3.1944 DEPORTATO MAUTHAUSEN ASSASSINATO 19.2.1945 GUSEN  | Amedeo Scuratti (Nova Milanese, 19 settembre 1899 - Gusen, 19 febbraio 1945), sposato con tre figli, operaio alla Pirelli Bicocca di Sesto San Giovanni, per la sua partecipazione agli scioperi del marzo 1944 è prelevato in casa sua il 14 marzo 1944 e portato alla Villa Reale di Monza per essere interrogato. Arrestato è trasferito a San Vittore, quindi Fossoli per la deportazione nel Reich con destinazione Mauthausen ed infine l'8 febbraio 1945 a Gusen dove muore il 19 febbraio 1945.                                                           |
| 27 gennaio 2023   | Via madonnina, 5 45°35′21.13″N 9°12′04.11″E           |                   | QUI ABITAVA MARIO SIRONI NATO 1925 ARRESTATO 24.11.1944 DEPORTATO FLOSSENBÜRG ASSASSINATO 7.3.1945 ZWICHAU  | Mario Sironi (Nova Milanese, 3 luglio 1925 - Zwichau, 7 marzo 1925), operaio, attivo nella Resistenza locale, è arrestato la notte del 24 novembre 1944 dalle Brigate Nere. Carcere di Monza prima, poi San Vittore, interrogato e torturato. Il 2 gennaio 1945 è deportato a Flossenbürg, matricola 43768. muore nel sottocampo di Zwichau, il 7 marzo 1945, non ancora ventenne. |

### Ornago
A Ornago sono state posate tre pietre d'inciampo tra il 2022 e 2025.
| Pietra d'inciampo | Pietra d'inciampo                                                                  | Pietra d'inciampo | Pietra d'inciampo | Note biografiche |
| Data di posa      | Luogo di posa                                                                      | Stolpersteine     | Incisione | Note biografiche |
| ----------------- | ---------------------------------------------------------------------------------- | ----------------- | --- | --- |
| 27 gennaio 2022   | Via Tenaglie, 15 45°35′49.25″N 9°25′17.17″E                                        |                   | QUI ABITAVA GIOVANNI OGGIONNI NATO 1911 ARRESTATO 27.3.1944 DEPORTATO MAUTHAUSEN LIBERATO DECEDUTO 14.7.1945             | Giovanni Oggionni (Ornago, 8 novembre 1911 - Ornago, 14 luglio 1945), nel 1936 sposa Rosa Beretta che gli darà quattro figlie, partigiano, lavora alla Falck. Il 27 marzo 1944, di notte i carabinieri irrompono prepotentemente in casa sua e lo portano a San Vittore. Segue la deportazione nel Reich con destino Mauthausen; prigioniero politico, "triangolo rosso", matricola 63785. A liberazione del campo ad opera degli americani avvenuta il 5 maggio 1945, fa rientro in Italia il 9 luglio, ricoverato in ospedale a Vimercate per il grave stato di prostrazione, nonostante il prodigarsi dei medici, si spegne il 14 luglio 1945. |
| 27 gennaio 2024   | Via Cascina Rossino, 8 45°36′30.67″N 9°24′19.33″E                                  |                   | QUI ABITAVA CESARE RONCO NATO 1910 ARRESTATO 28.3.1944 DEPORTATO 1944 MAUTHAUSEN-GUSEN ASSASSINATO 25.4.1945             | Cesare Ronco (Ornago, 20 settembre 1910 - Mauthausen, 25 aprile 1945), coniugato con Luigia Villa, padre di cinque figli, elettricista alla Falck Unione di Sesto San Giovanni. Presunto partecipante agli scioperi del marzo 1943 è arrestato il 23 dello stesso mese, in casa di notte e trasferito a Fossoli da dove il 5 aprile è deportato nel Reich destinato a Mauthausen, Matricola 61742, classificato "Pol" – (Politisch), non avendo altre sue notizie viene stabilita come data della sua morte il 25 aprile 1945. |
| 27 gennaio 2025   | Via Santuario, 6 sul fianco destro del Palazzo Comunale 45°35′54.21″N 9°25′19.28″E |                   | QUI ABITAVA LUIGI BESANA NATO 1910 ARRESTATO 16.3.1944 INTERNATO FOSSOLI DEPORTATO MAUTHAUSEN ASSASSINATO 1.6.1945 GUSEN | Luig Besana (Ornago, 8 novembre 1910 - Gusen, 1 giugno 1945), operaio meccanico, coniugato con Bambina Cantù, un figlio. Arrestato con l'accusa della sua partecipazione allo sciopero generale dei primi di marzo 1944, carcerato prima a San Vittore, poi per qualche giorno a Fossoli, trasferito alla caserma Umberto I° di Bergamo dal cui Binario 1 della stazione ferroviaria cittadina, il 5 aprile è deportato nel Terzo Reich con destinazione Mauthausen. Matricola n° 61561, classificato "Schutz" – (Schutzhäftlinge), muore al sottocampo di Gusen il 1 giugno 1945.                                                                |

### Seregno
A Seregno si trovano dieci pietre d'inciampo, posate tra il 2019 e il 2025.
| Pietra d'inciampo | Pietra d'inciampo                                                                 | Pietra d'inciampo | Pietra d'inciampo                                                                                               | Note biografiche |
| Data di posa      | Luogo di posa                                                                     | Stolpersteine     | Incisione | Note biografiche |
| ----------------- | --------------------------------------------------------------------------------- | ----------------- | --- | --- |
| 26 gennaio 2019   | Via Trabattoni, 83 Ca'Bianca 45°39′12.45″N 9°12′16.3″E                            |                   | QUI ABITAVA GIUSEPPE GANI NATO 1895 ARRESTATO AGOSTO 1944 DEPORTATO AUSCHWITZ ASSASSINATO 28.10.1944            | Giuseppe Gani (Ioannina, 16 agosto 1895 - Auschwitz, 28 ottobre 1944), in Italia dal 1918, a Napoli fino al 1925 nel cui mese di ottobre sposa a Milano Speranza Zaccar, dal matrimonio nascerannto tre figli: Regina Gani, Ester Gani e Alberto Gani. Famiglia benestante con attività di commercio di tessuti, l'emanazione delle leggi razziali fasciste, nel 1938, segna tragicamente il destino della famiglia Gani. In qualità di "ebrei stranieri" nel 1942 sono inviati a Seregno in regime di "internamento libero". A seguito dell'inasprirsi delle persecuzioni contro gli ebrei, conseguenti all'armistizio dell'8 settembre 1943 e all'occupazione tedesca, si nascondono trovando ospitalità alla "Ca'Bianca" da contadini di sentimenti antifascisti. Ma nell'agosto 1944 l'intera famiglia è arrestata, condotta in carcere a San Vittore, quindi Bolzano a cui segue la deportazione nel Reich il 24 ottobre con il convoglio n° 18, destinazione Auschwitz dove Giuseppe, Speranza e Alberto sono assassinati nelle camere a gas all'arrivo al campo. Le due figlie trasferite a Bergen-Belsen sono assassinate presumibilmente l'11 febbraio 1945. |
| 26 gennaio 2019   | Via Trabattoni, 83 Ca'Bianca 45°39′12.45″N 9°12′16.3″E                            |                   | QUI ABITAVA SPERANZA ZACCAR NATA 1900 ARRESTATA AGOSTO 1944 DEPORTATA AUSCHWITZ ASSASSINATA 28.10.1944          | Speranza Zaccar (Corfù, (Grecia), 17 ottobre 1900 - Auschwitz, 28 ottobre 1944), figlia di Emanuele e Ester Besso, moglie di Giuseppe Gani, madre di Regina, Ester ed Alberto. Condivide il destino tragico dell'intera sua famiglia: nell'agosto 1944 è arrestata, condotta in carcere a San Vittore, quindi Bolzano a cui segue la deportazione nel Reich il 24 ottobre con il convoglio n° 18, destinazione Auschwitz dove Giuseppe, Speranza e Alberto sono assassinati nelle camere a gas all'arrivo al campo. Le due figlie trasferite a Bergen-Belsen sono assassinate presumibilmente l'11 febbraio 1945. |
| 26 gennaio 2019   | Via Trabattoni, 83 Ca'Bianca 45°39′12.45″N 9°12′16.3″E                            |                   | QUI ABITAVA REGINA GANI NATA 1926 ARRESTATA AGOSTO 1944 DEPORTATA 1944 BERGEN-BELSEN ASSASSINATA 11.2.1945      | Regina Gani (Milano, 7 dicembre 1926 - Bergen-Belsen, 11 febbraio 1945), figlia primogenita di Giuseppe Gani e Speranza Zaccar, condivide il destino tragico dell'intera sua famiglia: nell'agosto 1944 è arrestata, condotta in carcere a San Vittore, quindi Bolzano a cui segue la deportazione nel Reich il 24 ottobre con il convoglio n° 18, destinazione Auschwitz dove il padre, la madre e il fratello sono assassinati nelle camere a gas all'arrivo al campo. Regina con la sorella trasferite a Bergen-Belsen sono assassinate presumibilmente l'11 febbraio 1945. |
| 26 gennaio 2019   | Via Trabattoni, 83 Ca'Bianca 45°39′12.45″N 9°12′16.3″E                            |                   | QUI ABITAVA ESTER GANI NATA 1928 ARRESTATA AGOSTO 1944 DEPORTATA 1944 BERGEN-BELSEN ASSASSINATA 11.2.1945       | Ester Gani (Milano, 19 luglio 1928 - Bergen-Belsen, 11 febbraio 1945), figlia di Giuseppe Gani e Speranza Zaccar, sorella di Regina e Alberto, condivide il destino tragico dell'intera sua famiglia: nell'agosto 1944 è arrestata, condotta in carcere a San Vittore, quindi Bolzano a cui segue la deportazione nel Reich il 24 ottobre con il convoglio n° 18, destinazione Auschwitz dove il padre, la madre e il fratello sono assassinati nelle camere a gas all'arrivo al campo. Ester con la sorella trasferite a Bergen-Belsen sono assassinate presumibilmente l'11 febbraio 1945. |
| 26 gennaio 2019   | Via Trabattoni, 83 Ca'Bianca 45°39′12.45″N 9°12′16.3″E                            |                   | QUI ABITAVA ALBERTO GANI NATO 1934 ARRESTATO AGOSTO 1944 DEPORTATO AUSCHWITZ ASSASSINATO 28.10.1944             | Alberto Gani (Milano, 20 aprile 1934 - Auschwitz, 28 ottobre 1944), figlio di Giuseppe Gani e Speranza Zaccar, fratello di Regina e Ester, condivide il destino tragico dell'intera sua famiglia: nell'agosto 1944 è arrestato, condotto in carcere a San Vittore, quindi Bolzano a cui segue la deportazione nel Reich il 24 ottobre con il convoglio n° 18, destinazione Auschwitz dove è assassinato col padre e la madre, nelle camere a gas all'arrivo al campo. Le sorelle trasferite a Bergen-Belsen sono assassinate presumibilmente l'11 febbraio 1945. |
| 25 gennaio 2020   | Piazza Caprera, 3 45°39′04.34″N 9°12′12.16″E                                      |                   | QUI ABITAVA FERDINANDO SILVA NATO 1909 ARRESTATO 1943 DURAZZO DEPORTATO 1943 GELSENKIRCHEN ASSASSINATO 1.2.1944 | Ferdinando Silva (Seregno, 17 aprile ottobre 1909 - Gelsenkirchen, 1 febbraio 1944), figlio di Pietro e Severina Rusnighi Severina, muratore, si sposa con Antonietta Longoni il 27 ottobre 1934, dalla quale avrà un figlio. Richiamato alle armi nel 1942 è inviato a Durazzo, in Albania. Due giorni dopo l'armistizio dell'8 settembre 1943 è catturato dalla Wehrmacht e deportato nel Reich dove è internato come IMI; dapprima nello Stalag VI-C di Oberlangen nella Bassa Sassonia, successivamente a Bocholt nella Renania Settentrionale-Vestfalia nello Stalag VI-F. Muore a Gelsenkirchen il 1 febbraio 1944. Riposa nel Cimitero militare italiano di Amburgo. |
| 29 gennaio 2022   | Piazza Martiri della Libertà, 1 ai piedi della fontana 45°38′58.07″N 9°12′23.54″E |                   | QUI ABITAVA GIOVANNI RE NATO 1891 ARRESTATO 15.6.1944 DEPORTATO FLOSSENBÜRG ASSASSINATO 3.2.1945 LEITMERITZ     | Giovanni Re (Milano, ??? 1891 - Leitmeritz, 3 febbraio 1945), veterano della Grande Guerra, insegnante di musica, intellettuale socialista, antifascista, comandante partigiano. Nel 1939 è sottoposto al confino per un anno. Dopo l'armistizio dell'8 settembre 1943 da vita ad un gruppo di resistenti locali finalizzato al sostegno logistico alle formazioni partigiane combattenti sulle alture lecchesi e Corni di Canzo. È arrestato il 15 giugno del '44, in casa alla presenza della moglie e dei due figli e con un cospicuo quantitativo di armi destinate ai partigiani. Recluso a San Vittore è successivamente deportato a Flossenbürg, quindi trasferito a Leitmeritz dove muore il 3 febbraio 1945. |
| 29 gennaio 2022   | Piazza Liberazione 45°38′38.59″N 9°12′41.84″E                                     |                   | QUI ABITAVA LUIGI CAMISASCA NATO 1915 ARRESTATO 8.9.1943 GRECIA INTERNATO OSNABRÜCK DECEDUTO 30.4.1945          | Luigi Camisasca (Seregno, 14 settembre 1915 - Osnabrück, 30 aprile 1945), calzolaio, richiamato nel 1940 e inviato in Grecia, barelliere al 197º Ospedale da Campo. Catturato sul fronte greco il giorno stesso dell'armistizio dell'8 settembre 1943 è deportato nel Reich a Osnabruck. Internato come IMI muore per malattia nell'ospedale cittadino il 30 marzo 1945. Riposa nel Cimitero militare italiano di Amburgo. |
| 27 gennaio 2024   | Via Cavour, 23 angolo vicolo Rose 45°39′00.85″N 9°12′25.32″E                      |                   | QUI ABITAVA LUIGI BATTISTA SOMASCHINI NATO 1922 ARRESTATO 8.9.1943 AQUI ASSASSINATO 22.2.1944 NORIMBERGA        | Luigi Battista Somaschini (Seregno, 9 aprile 1922 - Norimberga, 22 febbraio 1944), arruolato in artiglieria nel 1942 inviato sul fronte orientale, vive la tragica esperienza della ritirata di Russia riuscendo a tornare dopo un viaggio di alcuni mesi. Rientrato ad agosto del 1943 alla caserma di Aqui è catturato dai tedeschi in seguito all'armistizio dell'8 settembre 1943 e deportato nel Reich in condizione di IMI. Muore di Polmonite a Norimberga il 22 febbraio 1944. Le sue spoglie riposano nel Cimitero militare italiano di Francoforte sul Meno. |
| 1 febbraio 2025   | Via Santa Valeria angolo Via De Bernardi 45°39′11.8″N 9°11′44.6″E                 |                   | QUI VIVEVA ERNESTO SPINELLI NATO 1915 ARRESTATO 8.9.1943 DEPORTATO BOCHUM ASSASSINATO 15.1.1945                 | Ernesto Spinelli (Inverigo, 15 ottobre 1915 - Bochum, 15 gennaio 1945), muratore, figlio di Vincenzo e Caterina Fugazza. Richiamato alle armi nel maggio 1943, assegnato all'arma del Genio Zappatori, è arrestato alla proclamazione dell'armistizio dell'8 settembre 1943 e deportato nel Reich con lo stato di IMI destinato al lavoro coatto. Muore il 15 gennaio 1945 sotto il bombardamento alleato sulla città di Bochum. Le sue spoglie riposano nel Cimitero militare italiano di Francoforte sul Meno. |

### Seveso
| Pietra d'inciampo | Pietra d'inciampo                                                      | Pietra d'inciampo | Pietra d'inciampo                                                                                      | Note biografiche |
| Data di posa      | Luogo di posa                                                          | Stolpersteine     | Incisione                                                                                              | Note biografiche |
| ----------------- | ---------------------------------------------------------------------- | ----------------- | --- | --- |
| 26 gennaio 2024   | Corso Marconi, 27 davanti scuola dì infanzia 45°38′48.27″N 9°08′19.7″E |                   | QUI VIVEVA PIERO GORLA NATO 1909 ARRESTATO 8.9.1943 DEPORTATO DANZICA ASSASSINATO 26.1.1945            | Piero Gorla (Seveso, 26 febbraio 1909 - Danzica, 26 gennaio 1945), mobiliere, coniugato con Ida Ciceri, due figli. Richiamato alle armi nel 1942, alla proclamazione dell'armistizio dell'8 settembre 1943 è catturato dai tedeschi; come altri 650.000 soldati del Regio Esercito, il Caporal Maggiore Piero Gorla si rifiuta di collaborare con i nazisti e di aderire alla Repubblica di Salò, di conseguenza è deportato nel Reich. Muore a Danzica il 26 gennaio 1945. Riposa nel Cimitero militare italiano a Varsavia. |
| 27 gennaio 2025   | Corso Marconi, 27 davanti scuola dì infanzia 45°38′48.27″N 9°08′19.7″E |                   | QUI VIVEVA ALESSANDRO CASLINI NATO 1913 ARRESTATO 8.9.1943 DEPORTATO 1943 BERLINO ASSASSINATO 6.5.1944 | Alessandro Caslini (Seveso, 3 ottobre 1913 - Berlino, 6 maggio 1944), soldato del 12º Reggimento "Cavalleggeri di Saluzzo" catturato alla proclamazione dell'armistizio dell'8 settembre 1943, con la medesima motivazione del concittadino e commilitone Piero Gorla è internato nello Stalag III D 883 a Berlino - Hennigsdorf. Muore in prigionia il 6 maggio 1944. Riposa nel Cimitero militare italiano di Berlino-Zehlendorf.                                                                                           |

### Sovico
| Pietra d'inciampo | Pietra d'inciampo                                             | Pietra d'inciampo | Pietra d'inciampo                                                                                             | Note biografiche |
| Data di posa      | Luogo di posa                                                 | Stolpersteine     | Incisione | Note biografiche |
| ----------------- | ------------------------------------------------------------- | ----------------- | --- | --- |
| 24 gennaio 2020   | Piazza Riva, 10 ingresso Municipio 45°38′57.59″N 9°15′54.46″E |                   | QUI ABITAVA VINCENZO CANZI NATO 1920 ARRESTATO 9.4.1944 DEPORTATO 1944 MAUTHAUSEN ASSASSINATO 14.2.1945 GUSEN | Vincenzo Canzi (Sovico, 29 aprile 1920 - Gusen, 14 febbraio 1945), meccanico, sposato con Natalina Mantegazza, due figli. È arrestato il 9 aprile 1944 per attività antifascista. Carcerato a San Vittore quindi il 9 giugno trasferito a Fossoli, poi Bolzano. Il 5 agosto 1944 è deportato nel Reich con destinazione Mauthausen, infine Gusen dove muore il 14 febbraio 1945. |

### Sulbiate
| Pietra d'inciampo | Pietra d'inciampo                                                    | Pietra d'inciampo | Pietra d'inciampo                                                                                           | Note biografiche |
| Data di posa      | Luogo di posa                                                        | Stolpersteine     | Incisione                                                                                                   | Note biografiche |
| ----------------- | -------------------------------------------------------------------- | ----------------- | --- | --- |
| 26 gennaio 2020   | Via Achille Grandi, 11 ingresso Municipio 45°38′09.34″N 9°25′20.55″E |                   | QUI ABITAVA ANGELO MATTAVELLI NATO 1925 ARRESTATO 15.3.1944 DEPORTATO 1944 MAUTHAUSEN ASSASSINATO 21.4.1945 | Angelo Mattavelli (Sulbiate, 17 gennaio 1925 - Mauthausen, 21 aprile 1945), di origini contadine, ultimo di otto fratelli che il padre Giuseppe aveva avuto in seconde nozze da Maria Spelta. Trova lavoro come garzone alla Breda di Sesto San Giovanni. È fermato dai tedeschi durante un rastrellamento e tradotto a San Vittore prima, quindi alla Caserma Umberto I° di Bergamo dove rifiuta l'intimazione di aderire al PNF, firmando così la sua condanna. L'8 aprile 1944 entra nel campo di Mauthausen, matricola 61690. Trasferito poi a Gusen muore il 21 aprile 1945. |

### Triuggio
A Triuggio si trovano quattro pietre d'inciampo posate tra il 2022 e 2025.
| Pietra d'inciampo | Pietra d'inciampo                                                            | Pietra d'inciampo | Pietra d'inciampo                                                                                               | Note biografiche |
| Data di posa      | Luogo di posa                                                                | Stolpersteine     | Incisione | Note biografiche |
| ----------------- | ---------------------------------------------------------------------------- | ----------------- | --- | --- |
| 29 gennaio 2022   | Via Serafini Biffi, 8 Rancate 45°39′57.83″N 9°15′27.61″E                     |                   | QUI ABITAVA CARLO VISMARA NATO 1912 ARRESTATO 1943 DEPORTATO ASSASSINATO 20.4.1944 SALZGITTER-DRÜTTER           | Carlo Vismara (Triuggio, 30 dicembre 1912 - Neuengamme, 20 aprile 1944), operaio, parrebbe inizialmente detenuto nel carcere di San Vittore, come molti altri operai, per reati politici, in seguito consegnato ai tedeschi dopo l'armistizio dell'8 settembre 1943. Deportato nel 1943 a Neuengamme, vicino ad Amburgo, classifcato come “criminale abituale”, in seguito trasferito nel campo satellite di Drütte. Muore il 20 aprile 1944. È sepolto nel cimitero militare italiano di Amburgo.                               |
| 29 gennaio 2022   | Via Armando Diaz, 75 Montemerlo 45°40′07.64″N 9°16′29.72″E                   |                   | QUI ABITAVA DOMENICO RIVA NATO 1914 ARRESTATO GRECIA ASSASSINATO 7.3.1945 BAD RAPPENAU                          | Domenico Riva (Triuggio, 1 gennaio 1914 - Siegelsbach, 7 marzo 1945), Insieme a tre dei suoi undici fratelli avvia una ditta di produzione di sapone tuttora esistente. Richiamato alle armi, il giorno dell'armistizio dell'8 settembre 1943 si trova in territorio tedesco. Catturato, è arrestato e deportato nel campo di Siegelsbach dove muore il 7 marzo 1945. È seppellito nel Cimitero Civile Cattolico di Siegelsbach. Il 19 giugno del 1961 gli è stata conferita la Croce al Merito di Guerra concessa alla memoria. |
| 27 gennaio 2024   | Via Jacini, 3 45°40′02.51″N 9°17′22.03″E                                     |                   | QUI ABITAVA ALFONSO AMROGIO CASIRAGHI NATO 1908 ARRESTATO 8.9.1943 DEPORTATO ASSASSINATO 1.2.1945 GELSENKIRCHEN | Alfonso Ambrogio Casiraghi (Triuggio, 28 aprile 1908 - Gelsenkirchen, 1 febbraio 1945), figlio di Fermo e Giuseppina Piazza, contadino e muratore. Arruolato artigliere nel 1942 è inviato in Francia dal quale torna per una breve licenza nel 1943 prima del suo rientro al fronte e la cattura dopo l'armistizio dell'8 settembre 1943. Deportato nel Reich in condizione di IMI, muore nel campo di Gelsenkirchen, in seguito a una ferita causata dal bombardamento alleato al campo, il primo febbraio 1945.               |
| 25 gennaio 2025   | Via Sanzio/Via Cagnola ciclopedonale verso Tregasio 45°40′41.9″N 9°16′57.7″E |                   | QUI VIVEVA CARLO VITTORIO SIRONI NATO 1921 ARRESTATO 8.9.1943 DEPORTATO DORTMUND MORTO 2.5.1945 ATTENDORN       | Carlo Vitorio Sironi (Triuggio, 21 novembre 1921 - Attendorn, 2 maggio 1945), chiamato alle armi nel gennaio 1941, aggregato al "75° Reggimento Fanteria", per poi essere aggregato alla compagnia automobilisti è catturato dai tedeschi alla proclamazione dell'armistizio dell'8 settembre 1943. Deportato nel Reich, internato come IMI destinato al lavoro coatto, muore a Attendorn, il 2 maggio 1945. Riposa nel Cimitero Militare Italiano di Francoforte sul Meno.                                                      |

### Varedo
| Pietra d'inciampo | Pietra d'inciampo                                                                                 | Pietra d'inciampo | Pietra d'inciampo                                                                                           | Note biografiche |
| Data di posa      | Luogo di posa                                                                                     | Stolpersteine     | Incisione                                                                                                   | Note biografiche |
| ----------------- | ------------------------------------------------------------------------------------------------- | ----------------- | --- | --- |
| 26 gennaio 2024   | Piazza della Pace piazzale del Municipio, nei pressi dell'aiuola circolare 45°35′50.6″N 9°09′24″E |                   | QUI VIVEVA FRANCO CRIPPA NATO 1927 ARRESTATO 28.12.1944 DEPORTATO 1945 MAUTHAUSEN SUICIDA 23.4.1945 GUSEN   | Franco Crippa (Varedo, 28 ottobre 1927 - Gusen, 25 aprile 1945), falegname, si consegna ai fascisti perché liberassero la madre che tenevano in ostaggio. Detenuto prima a Monza quindi San Vittore a Milano prima della deportazione nel Reich, il 1º febbraio 1945, destinato a Mauthausen, matricola 126460, classificato "Schutz" – (Schutzhäftlinge). Muore suicida non ancora diciottenne a Gusen gettandosi contro le recinzioni elettrificate il 23 aprile 1945. |
| 12 febbraio 2025  | Piazza della Pace piazzale del Municipio, nei pressi dell'aiuola circolare 45°35′50.6″N 9°09′24″E |                   | QUI VIVEVA ALDO BERGNA NATO 1926 ARRESTATO 28.12.1944 DEPORTATO 1945 MAUTHAUSEN ASSASSINATO 11.4.1945 GUSEN | Aldo Bergna |

 (Varedo, 22 gennaio 1926 - Gusen, 11 aprile 1945), meccanico, partigiano della "23^ Brigate Mazzini", si consegna ai fascisti il 28 dicembre 1944 per evitare rappresaglie ai genitori già minacciati dalle camicie nere. Trattenuto prima nella sede del comando delle SS a Monza, il 4 gennaio 1945 è registrato al carcere di San Vittore, quindi il 16 gennaio è a Bolzano da dove il 1º febbraio è deportato nel Terzo Reich condestinazione Mauthausen. Matricola n° 126045, muore nel sottocampo di Gusen l'11 aprile 1945.

### Vedano al Lambro
| Pietra d'inciampo | Pietra d'inciampo                                  | Pietra d'inciampo | Pietra d'inciampo | Note biografiche |
| Data di posa      | Luogo di posa                                      | Stolpersteine     | Incisione | Note biografiche |
| ----------------- | -------------------------------------------------- | ----------------- | --- | --- |
| 28 gennaio 2023   | Via Santo Stefano, 33 45°36′37.32″N 9°16′30.5″E    |                   | QUI ABITAVA AMBROGIO LUIGI ROSSI NATO 1895 ARRESTATO MARZO 1944 DEPORTATO MAUTHAUSEN ASSASSINATO 16.12.1944 GUSEN                 | Ambrogio Luigi Rossi (vedano al Lambro, 6 dicembre 1895 - Gusen, 16 dicembre 1944), a Milano sposa Annunciata Bisi. In seguito agli Scioperi antifascisti del marzo 1944 è arrestato e deportato nel Reich con il "trasporto 38", uno dei tanti treni della morte partiti dal Binario 21 della Stazione Centrale di Milano. Giunge a Mauthausen l'8 aprile. Muore nel sottocampo di Gusen 16 dicembre 1944.                          |
| 28 gennaio 2023   | Via Villa, 28 45°36′23.82″N 9°16′11.88″E           |                   | QUI ABITAVA ANGELO VIMERCATI NATO 1908 ARRESTATO 9.9.1943 DEPORTATO GROSS FULLEN ASSASSINATO 9.3.1945                             | Angelo Vimercati (Vedano al Lambro, 1908 - Emslandlager, 9 marzo 1945),sposa Vincenzina Sola dalla quale hà due figlie. Arruolato nel 6° regg. costiero di fanteria, di stanza in Toscana, a seguito dell'armistizio dell'8 settembre 1943 cerca di far ritorno a casa, ma è catturato dai tedeschi a Sestri Ponente il 9 settembre. Deportato nel Reich, muore il 9 marzo 1945 in uno dei sottocampi del complesso di Emslandlager. |
| 28 gennaio 2024   | Via Cesare Battisti, 115 45°36′50.1″N 9°16′21.38″E |                   | QUI ABITAVA ALESSANDRO SANVITO NATO 1922 ARRESTATO 8.9.1943 DEPORTATO FALLINGBOSTEL RHUMSPRINGE ASSASSINATO 27.10.1944 DUDERSTADT | Alessandro Sanvito (Vedano al Lambro, 1908 - Rhumspringe, 27 ottobre 1945), figlio di Virginio Giovanni e Maria Bramati. Artificiere del Genio, catturato alla proclamazione dell'armistizio dell'8 settembre 1943 a Bolzano, è deportato nel Reich, internato nello Stalag Xl B di Fallingbostel, quindi campo di lavoro di Rhumspringe dove muore il 27 ottobre 1944. Riposa nel Cimitero militare italiano di Amburgo.            |

### Veduggio con Colzano
| Pietra d'inciampo | Pietra d'inciampo                                  | Pietra d'inciampo | Pietra d'inciampo | Note biografiche |
| Data di posa      | Luogo di posa                                      | Stolpersteine     | Incisione | Note biografiche |
| ----------------- | -------------------------------------------------- | ----------------- | --- | --- |
| 27 gennaio 2024   | Via Vittorio Veneto, 45 45°44′07.38″N 9°16′05.74″E |                   | QUI ABITAVA ALBERTO GIUSSANI NATO 1922 ARRESTATO 8.9.1943 GRECIA DEPORTATO MEPPEN ASSASSINATO 3.2.1945 FULLEN            | Alberto Giussani (Veduggio, 7 giugno 1922 - Stala VI C Fullen,, 3 febbraio 1945), soldato del Genio poi della fanteria, inviato ad Atene. Alla proclamazioe dell'armistizio dell'8 settembre 1943 è catturato e deportato nel Reich destinato a Meppen quindi trasferito allo Stalag VI C di Fullen dove muore il 3 febbraio 1945.     |
| 27 gennaio 2024   | Via Vittorio Veneto, 45 45°44′07.38″N 9°16′05.74″E |                   | QUI ABITAVA MARIO GIUSSANI NATO 1923 ARRESTATO 8.9.1943 GRECIA DEPORTATO 1944 MINSK ASSASSINATO 21.2.1945 SPASSKIJ ZAVOD | Mario Giussani (Veduggio, 11 dicembre 1923 - Spask Zavodsk (Kazakhstan), 21 febbraio 1945), nei giorni dell'armistizio dell'8 settembre 1943 è a Cefalonia e qui è arrestato e deportato in un lager a Minsk, infine trasferito nel campo di Spask Zavodsk, in Kazakhstan, dove muore il 21febbraio 1945. Sepolto in una fossa comune. |

### Verano Brianza
A Verano Brianza si trovano quattro pietre d'inciampo, poste tra il 2020 e il 2025.
| Pietra d'inciampo | Pietra d'inciampo                                            | Pietra d'inciampo | Pietra d'inciampo                                                                                                  | Note biografiche |
| Data di posa      | Luogo di posa                                                | Stolpersteine     | Incisione | Note biografiche |
| ----------------- | ------------------------------------------------------------ | ----------------- | --- | --- |
| 26 gennaio 2020   | Via San Giuseppe Cascina Cattaneo 45°41′52.97″N 9°13′51.13″E |                   | QUI ABITAVA FORTUNATO MANDELLI NATO 1923 ARRESTATO 18.11.1944 DEPORTATO 1945 FLOSSENBÜRG ASSASSINATO APR.1945      | Fortunato Mandelli (Verano Brianza, 8 giugno 1923 - ???, aprile 1944), muratore, celibe, partigiano appartenente alla formazione della 119ª Brigata Garibaldi. È arrestato dai tedeschi a Verano Brianza il 17 novembre 1944. Internato a Bolzano è deportato il 19 gennaio 1945 nel Reich destinato a Flossenbürg, prigioniero politico, matricola 43689 in seguito trasferito al sottocampo di Saal am der Donau. È dato per disperso, non conoscendo il luogo e il giorno della morte. |
| 27 gennaio 2022   | Vicolo Pretorio, 3 45°41′15.61″N 9°13′51.94″E                |                   | QUI ABITAVA PIERO RADAELLI NATO 1923 ARRESTATO 18.9.43 GRECIA DEPORTATO STALAG IV-B ZEITHAIN ASSASSINATO 16.4.1944 | Piero Radaelli (Verano Brianza, 22 settembre 1923 - Zeithain, 14 aprile 1944), si impiega come incisore nella Sibi di Desio. Chiamato alle armi nel febbraio 1941 è destinato al 14º Reggimento di fanteria “Pinerolo” del Regio Esercito Italiano ed inviato sul fronte greco.. A seguito dell'armistizio dell'8 settembre 1943, inizia la sistematica deportazione dei militari italiani che rifiutano di arruolarsi nell'esercito tedesco. Radaelli è destinato allo Stalag IV B Zeithain, sulle sponde del fiume Elba, nei pressi delle cittadine di Mühlberg e Riesa, registrato con il numero 243232. MUore di tubercolosi il 16 aprile 1944. |
| 23 gennaio 2024   | Via Cascina Cavina, 3 45°41′03.65″N 9°13′14.29″E             |                   | QUI ABITAVA FRANCESCO CAZZANIGA NATO 1922 ARRESTATO 8.9.43 DEPORTATO REINBACH MORTO 5.4.1945 MARKT PONGAU          | Francesco Cazzaniga (Verano Brianza, 14 aprile 1922 - Markt Pongau, 5 aprile 1945), artigliere, richiamato alle armi nel 1941 inviato sul fronte greco. Catturato dai tedeschi dopo l'armistizio dell'8 settembre 1943 è internato in Polonia quindi trasferito al campo per internati militari di Markt Pongau dove muore il 5 aprile 1945. |
| 27 gennaio 2025   | Via XXIV Maggio, 5 45°41′10.37″N 9°13′36.57″E                |                   | QUI ABITAVA EMILIO CAZZANIGA NATO 1923 ARRESTATO 8.9.43 DEPORTATO GERMANIA ASSASSINATO 20.10.1944                  | Emilio Cazzaniga (Verano Brianza, 31 agosto 1923 - ???, 20 ottobre1944), soldato effettivo al "2° plotone Lanciafiamme", in seguito alla proclamazione dell'armistizio dell'8 settembre 1943 è catturato dai tedeschi e deportato nel Reich. Nessuna ulteriore notizia a suo riguardo. Viene stabilito il 20 ottobre 1944 come data di morte presunta. |

### Villasanta
A Villasanta si trovano tre pietre d'inciampo, poste tra il 2020 e il 2023.
| Pietra d'inciampo | Pietra d'inciampo                                               | Pietra d'inciampo | Pietra d'inciampo                                                                                                  | Note biografiche |
| Data di posa      | Luogo di posa                                                   | Stolpersteine     | Incisione | Note biografiche |
| ----------------- | --------------------------------------------------------------- | ----------------- | --- | --- |
| 1 febbraio 2020   | Piazza Sant'Alessandro, 1 45°36′51.97″N 9°18′36.84″E            |                   | QUI ABITAVA ALESSANDRO VARISCO NATO 1910 ARRESTATO 27.3.1944 DEPORTATO 1944 MAUTHAUSEN ASSASSINATO 28.2.1945 GUSEN | Alessandro Varisco (Villasanta, 12 giugno 1910- Gusen, 28 febbraio 1945), sposa Emma Colnaghi, una figlia. Antifascista, lavora come forgiatore alle acciaierie Falk di Sesto San Giovanni. Per la sua partecipazione agli scioperi del marzo 1944 è arrestato e condotto a San Vittore. Segue la deportazione nel Reich, destinazione Mauthausen, matricola 61773. Trasferito a Gusen muore il 28 febbraio 1945. |
| 29 gennaio 2022   | Piazza Paolo VI piazzale della chiesa 45°36′20.3″N 9°18′41.64″E |                   | QUI VIVEVA MARIO BIDOGLIA NATO 1908 DEPORTATO MAUTHAUSEN ASSASSINATO 6.2.1945 GUSEN                                | Mario Bidoglia (Monza, 7 settembre 1908 - Gusen, 6 febbraio 1945), residente a Villasanta con la moglie Angela Merlo e i due figli, lavora come manovale alla Breda di Sesto San Giovanni. La sua assenza dal posto di lavoro per malattia viene erroneamente interpretata come partecipazione agli scioperi del marzo 1944, di conseguenza è prelevato a casa dalla polizia fascista il 14 marzo e inviato alla Caserma Umberto I di Bergamo, a cui segue la deportazione a Mauthausen l'8 aprile, matricola 61563, quindi trasferito a Gusen dove muore il 6 febbraio 1945. |
| 28 gennaio 2023   | Via Mazzini, 25 45°36′24.92″N 9°18′07.11″E                      |                   | QUI ABITAVA VIRGINIO MORGANTI NATO 1922 ARRESTATO 8.9.1943 REGGIO EMILIA DECEDUTO 6.1.1945 DÜSSELDORF              | Virginio Morganti (Lesmo, 14 dicembre 1922 - Düsseldorf, 6 gennaio 1945), residente a Villasanta con i genitori Giuseppe e Maria Riva. Arruolato come soldato semplice nel 5º Reggimento Artiglieria, subito dopo l'armistizio dell'8 settembre 1943 è rastrellato dai tedeschi e deportato nel Reich destinato probabilmente al campo di Buchenwald, certamente è in uno dei sottocampi: Hohenzollerngelande II e Düsseldorf. Muore il 6 gennaio 1945, sotto le bombe inglesi miranti a distruggere le fabbriche di armamenti della città tedesca sul Reno.                  |

### Vimercate
| Pietra d'inciampo | Pietra d'inciampo                                                          | Pietra d'inciampo | Pietra d'inciampo                                                                                               | Note biografiche |
| Data di posa      | Luogo di posa                                                              | Stolpersteine     | Incisione | Note biografiche |
| ----------------- | -------------------------------------------------------------------------- | ----------------- | --- | --- |
| 5 maggio 2022     | Via Vittorio Emanuele II, 65 Ca' del Portòn 45°36′40.8″N 9°22′12.23″E      |                   | QUI ABITAVA VINCENZO VERGANI NATO 1922 ARRESTATO 18.9.1943 FIUME DEPORTATO MITTELBAU-DORA ASSASSINATO 18.2.1944 | Vincenzo Vergani (Vimercate, ??? 1922- Mittelbau-Dora, 18 febbraio 1944), alla proclamazione dell'armistizio dell'8 settembre 1943, si trova inquadrato nel 154º battaglione mitraglieri, facente parte della 154ª Divisione di fanteria “Murge” dislocato in Croazia. In assenza di ordini i militari italiani intraprendono il trasferimento per rientrare in Patria. Giunti a Fiume, la maggior parte dei militari è disarmata e catturata dai tedeschi. Come altri 600.000 militari italiani, Vergani è deportato nel Reich, destinato al lavoro forzato nel campo di Mittelbau-Dora dove muore il 18 febbraio 1944. |
| 6 maggio 2024     | Via Cremagnani giardini Card. Carlo Maria Martini 45°36′49.7″N 9°21′43.3″E |                   | QUI ABITAVA FRANCESCO CASIRAGHI NATO 1906 ARRESTATO 8.9.1943 DEPORTATO FICHTENHEIN ASSASSINATO 29.1.1945        | Francesco Casiraghi (Vimercate, 9 aprile 1906 - Krefeld, 29 gennaio 1945), figlio di Albino e Luigia, soldato del Genio, arrestato alla proclamazione dell'armistizio dell'8 settembre 1943 e deportato nel Reich internato nel campo di lavoro di Krefeld. Muore il 29 gennaio 1945 sotto il bombardamento alleato che colpisce la città e il campo di prigionia del 29 gennaio 1945. Riposa nel Cimitero militare italiano di Amburgo. |